# Iemanjá
Iemanjá (Yemọjá na Nigéria, Yemayá em Cuba ou ainda Dona Janaína no Brasil; ver seção Nome e Epítetos) é o orixá dos ebás, divindade da fertilidade originalmente associada aos rios e desembocaduras. Seu culto principal estabeleceu-se em Abeocutá após migrações forçadas, tomando como suporte o rio Ogum de onde manifesta-se em qualquer outro corpo de água. Também é reverenciada em partes da América do Sul, Caribe e Estados Unidos. Sendo identificada no merindilogum pelos Odus irossum, Ossá e Ogundá, é representada materialmente pelo assentamento sagrado denominado Ibá de Iemanjá. Manifesta-se em iniciados em seus mistérios (eleguns) através de incorporação ou transe.
Celebrada em Ifé como filha de Olocum a divindade dos mares, essa simbiose lendária foi enaltecida no processo da diáspora africana resultando na assimilação de Iemanjá dos atributos da água salgada, sendo o motivo para a sua associação aos mares no Novo Mundo. Com o sincretismo de outras divindades e de influências europeias, foi imbuída de inúmeros atributos e poderes em uma grande variedade de cultos. O seu arquétipo maternal consolidou-se sobretudo como Mãe de todos os Orixás. Iemanjá nas palavras de D. M. Zenicola, "representa o poder progenitor feminino; é ela que nos faz nascer, divindade que é maternidade universal, a Mãe do Mundo".
No Brasil considerado o orixá mais popular festejado com festas públicas, desenvolveu profunda influência na cultura popular, música, literatura e na religião, adquirindo progressivamente uma identidade consolidada pelo Novo Mundo conforme pode ser observado em suas representações nos mais diversos âmbitos que em sua imagem reuniram as "três raças". Figura na Dona Janaína uma personalidade à parte, sedutora, sereia dos mares nordestinos, com cultos populares simbólicos e acessíveis que muitas vezes não expressam necessariamente uma liturgia. Nessa visão, segundo T. Bernardo Iemanjá "(...)é mãe e esposa. Ela ama os homens do mar e os protege. Mas quando os deseja, ela os mata e torna-os seus esposos no fundo do mar".

## Nome e Epítetos

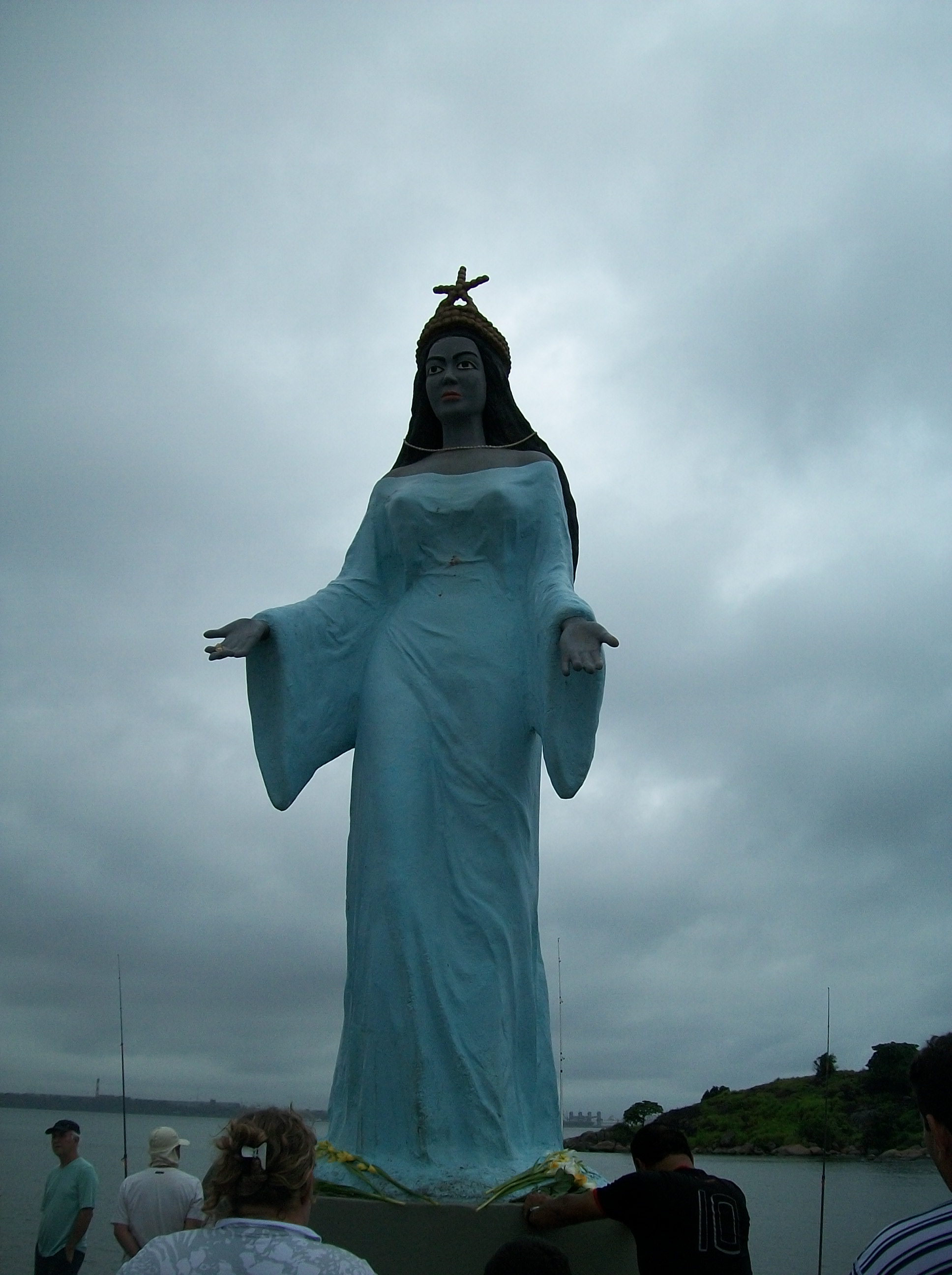
Estátua de Iemanjá na Praia de Camburi, Vitória, Espírito Santo

"Iemanjá", nome que deriva da contração da expressão em iorubá Yèyé omo ejá ("Mãe cujos filhos são peixes") ou simplesmente Yemọjá em referência a um rio homônimo cultuado nos primórdios do culto deste orixá. Na Nigéria, Yemọjá pronuncia-se com o som de "djá" na última sílaba. A versão lusófona amplamente mais aceita no âmbito acadêmico é Iemanjá, por vezes também assume a grafia de Yemanjá onde a letra inicial alude a origem do nome. Isso também observa-se no caso de Yemayá na Santeria em Cuba. No odu Ogundá é chamada de Mojeleu (Mọjẹlẹwu), esposa de Oquerê, rei de Xaqui. Também é conhecida como Aleyo na mesma região de Ebadó, Aietoró, Igã e Ocotó. Em Trindade e Tobago é chamada de Emanjá (Emanjah) ou Amanjá (Amanjah), e Metre Sili ou Agué Toroió (Agué Toroyo) na República Dominicana.
O seu nome na cultura popular brasileira Dona Janaína a Mãe d'água é associado por alguns autores a uma origem indígena mas não evidenciam seu significado ou grupo linguístico. No guarani existe Jara, pronúncia correta de Iara, significando, segundo M. A. Sampaio, "senhor, senhora, dono, dona, proprietário, proprietária. Não quer dizer 'senhora das águas'. Para esse termo, seria Y-jara: Y- água; jára, senhor ou senhora." Tal alusão à figura mitológica brasileira de Iara justificaria dois títulos em comum, Mãe d'Água e Sereia, e sua origem explica por que é tratada por "Dona". Lenz, H. Goldammer em seu dicionário de tupi e guarani identifica Janaína como corruptela de ja nã inã, que significaria "costuma ser semelhante ao solitário" ou "Rainha do Mar" em uma tradução livre do Tupi. O dicionário Houaiss registra a explicação da composição do nome por Olga Cacciatore como de origem iorubá: iya, "mãe" + naa, "que" + iyin, "honra". M. C. Costa, em um artigo referente, localiza sua origem no diminutivo de Jana, expressão portuguesa para Anjana, ser mitológico ligado às Xanas, uma espécie de fada ou ninfa da mitologia asturiana que vive nos rios, fontes e mananciais. Já outro nome Inaê é segundo Édison Carneiro apenas aférese de Janaína com mais um "ê" eufônico.
Iemanjá também assume diversos epítetos e títulos em sua grande variedade de cultos. Segue uma lista incompleta, excluindo-se também qualidades e avatares (ver seção Qualidades e Avatares): Ayaba ti gbe ibu omi, rainha que vive na profundeza das águas; Ibu gba nyanri, regato que retém a areia; Oloxum (Olosun), regato vermelho; Ibu Alaro, regato negro (anil); Olimọ, dona da folha de palmeira; Onilaiye, dona do mundo; Onibode Iju, guardiã da floresta; mãe de Minihun (Iya ominihun), em referência a minihun que é o nome que se dá às crianças que acredita-se concebidas graças a Iemanjá; Ayaba lomi o, rainha na água; Iá Ori, mãe da cabeça Rainha do Mar, Sereia. Outras referências como Aiocá ou Princesa de Arocá parecem corruptelas de Abeocutá, cidade principal do culto de Iemanjá.

## Mito

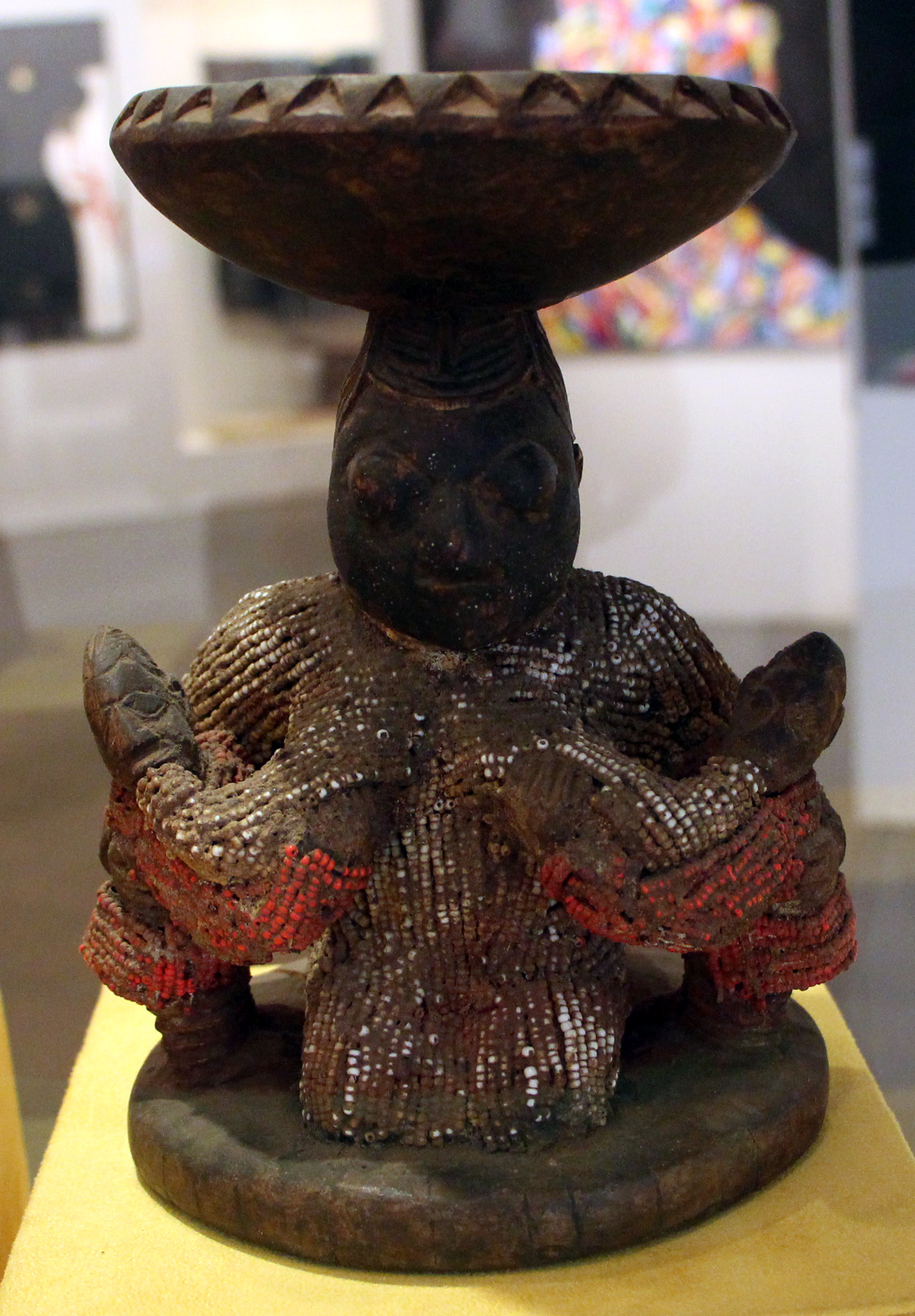
Iemanjá amamentando os Ibejis, início do século XX, Museu Afro Brasil

Muitos atributos e códigos morais de Iemanjá podem ser verificados em suas cantigas e oriquis, tradições orais entre os iorubás, seus itãs ou mitos e demais tradições também se preservaram de mesmo modo, estando segundo R. Ogunleye suscetíveis às limitações da memória e à extinção de saberes com a morte dos que a preservam. Com a perda de muitos de seu culto durante as guerras sofridas pelos ebás, que resultaram na sua migração para uma nova região, não é espantoso que seus mitos originais só aludam ao suporte de seu culto na nova localidade, o rio Ogum e não seu predecessor como adiante verificamos.
Os primeiros registros literários de seus mitos assim, como de alguns outros orixás, foram prejudicados por diversos equívocos. A. B. Ellis a ela associa uma gênese incestuosa influenciada por P. Baudin e repetida diversas vezes por autores como R. E. Dennett, Stephen Septimus Farrow, Olumide Lucas e R. F. Burton influenciados uns pelos outros, e ecoada no Brasil por Arthur Ramos e Nina Rodrigues. P. Verger inicialmente influenciado por tais mitos já alertava que os mesmos não eram mais conhecidos ou possível de se verificar na costa da África e posteriormente conclui tratar-se de uma série de equívocos e os rebate duramente em obras posteriores. Essas influências ocidentais imprecisas refutadas por Verger aderiram na interpretação de Iemanjá em sua associação com a gênese do mundo, sendo objeto de estudo assim retomado por diversos autores que veem em Iemanjá unida a Aganju (apresentado como irmão e marido) e posteriormente violada pelo filho, uma síntese da cosmogonia iorubá, passando a figurar como "mãe de todos os orixás" tal como apresentado por Poli ou culminando na visão poética de Prandi com Iemanjá ajudando pessoalmente Olodumarê na construção do mundo.
Para Poli, mesmo a concepção de Iemanjá que vislumbramos na obra de Verger é uma divindade já sincrética, como podemos conferir em sua associação a Ieuá e também Ieiemouô. Tal confusão não é grave no seu culto no Brasil por exemplo, onde Iemanjá tornou-se em uma nova interpretação segunda esposa de Oxalá -uma concepção dos mesmos de Obatalá-, formando o casal da criação. Alguns autores, como L. Cabrera em sua memorável explanação e abordagem sobre Iemanjá e Oxum, abordaram essa visão da diáspora centrada no seu novo contexto social, cultural e histórico, como é o caso de Cuba na análise da pesquisadora, não preocupando-se em um resgate propriamente a partir da origem.
No Novo Mundo, também observa-se uma moralização de sua figura em associação ao sincretismo com figuras do cristianismo, segundo Sousa Junior: "O exemplo mais ilustrativo disso é a perda de características guerreiras em detrimento da exacerbação de elementos como virgindade, pureza e docilidade, ideais por excelência da figura da Virgem Maria (...)", quando não em determinados momentos assume os aspectos da sensualidade em demasia, de amante, confundida na figura de Iara mesclada com as sereias europeias. como podemos verificar na Dona Janaína da obra de Jorge Amado ou das canções de Dorival Caymmi (ver seção Iemanjá e a Música Popular Brasileira), ou mesmo no culto de Lá Sirène ou Mami Uata no Caribe (ver seção Sincretismo).
Seus mitos permaneceram relacionados as águas, muito embora o orixá possa ter passado dos rios aos mares como observamos no Brasil e em Cuba, seja em substituição de cultos de divindades esquecidas no processo de diáspora como o de Olocum que foi substituído no panteão afro-brasileiro por Iemanjá, ou o estreitamento demasiado dessas duas divindades de mesma família, como observamos cunhado na figura de Iemanjá Olocum (Yemayá Olokun) explorada por Cabrera.

### Origens

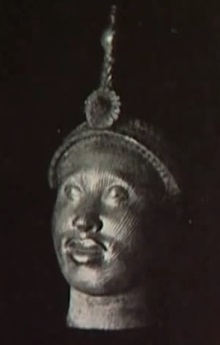
Ori Olocum (Cabeça de Olocum), bronze descoberto em Ifé por Leo Frobeniu

Iemanjá, em seu culto original, é um orixá associado aos rios e desembocaduras, à fertilidade feminina, à maternidade e primordialmente ao processo de gênese do Aiê (mundo) e a continuidade da vida (emi. Também é regente da pesca, e do plantio e colheita de inhames. P. Verger, em seu livro Dieux d'Afrique, registra: "é o orixá das águas doces e salgadas dos ebás, uma nação iorubá estabelecida outrora na região entre Ifé e Ibadã, onde existe ainda o rio Iemanjá. As guerras entre nações iorubás levaram os ebás a emigrar na direção oeste, para Abeocutá, no início do século XIX. (...)O rio Ogum, que atravessa a região, tornou-se, a partir de então, a nova morada de Iemanjá." Após a guerra entre os ebás e os daomeanos, sobraram poucas pessoas desse culto, tendo em vista a dispersão ou mesmo prisão destes pelos inimigos. Segundo R. Ogunleye, "Não está claro se o rio Ogun precede Yemoja ou se Yemoja trouxe o rio Ogun a existir para que ela pudesse criar um quartel-general como um assento de seu governo. Seja qual for o caso, o rio Ogun tem vindo a ser aceito pelos iorubás como o "quartel-general" de Yemoja. De seu trono lá, ela se manifesta em qualquer outro corpo de água". A referência da guerra e da fuga dos ebás reflete-se em sua mitologia.
Os principais relatos mitológicos de Iemanjá se desenrolam com os orixás primordiais da criação iorubá do mundo. Evidenciou-se na segunda metade do século XX um consenso entre autores de que Iemanjá é filha da divindade soberana dos mares e oceanos Olocum (esta última uma divindade feminina em Ifé e masculina no Benim), sendo esse vínculo celebrado na cidade de Ifé, considerado como berço da civilização iorubá. R. Ogunleye alude sua origem também a partir de Olorum (Olodumarê), divindade do Orum. Se constata então como filha da união mitológica conturbada de Olocum e Olorum e irmã de Agué-Xalugá. Olocum pelo caráter instável e destrutivo foi atada ao fundo do oceano em seus domínios após uma tentativa de dilúvio frustrada por Olorum, E. L. Nascimento menciona, ao referir-se ao temor aos aspectos antissociais ou negativos dos Orixás femininos, "Iemanjá, igualmente, representa em seu aspecto perigoso a ira do mar, a esterilidade e a loucura". Não obstante, é muito frequente referências a natureza benéfica de Iemanjá, L. Cabrera assim defende: "Sem deformar essa definição encantadora e irrefutável, podemos imaginar Iemanjá emanada de Olocum, com seu poder e suas riquezas, mas sem as características tremebundas que o associam mais à morte do que à vida, como sua manifestação feminina - Iemanjá é muito maternal - e benéfica". Na cosmologia e gênese de A. B. Ellis influenciada por P. Baudin é filha da união de Obatalá com Odudua numa manifestação feminina.
P. Verger aponta sua primeira união com Orumilá, o orixá dos segredos (essa união é amplamente celebrada no culto de ifá afro-cubano com diferentes itãs registrados por L. Cabrera, mas é negada por W. Abimbọla), relação que pouco durou uma vez que Orumilá a expulsa e acusa de quebrar o euó que proíbe o acesso de mulheres aos Odus e o manuseio dos objetos sagrados de Ifá. L. Cabrera registra: "Orumilá teve de assistir a uma reunião de dezesseis awós, convocada por Olofi. Ela ficou em casa e a todos que iam consultar seu marido, em vez de dizer-lhes que esperassem sua volta, ela fazia passar adiante e adivinhava para eles. (...)quando este voltou, todos lhe pediam quem Iemanjá olhasse para eles. Orumilá explicava que as mulheres não podem jogar Ifá. Eles iam embora... e não voltavam mais".

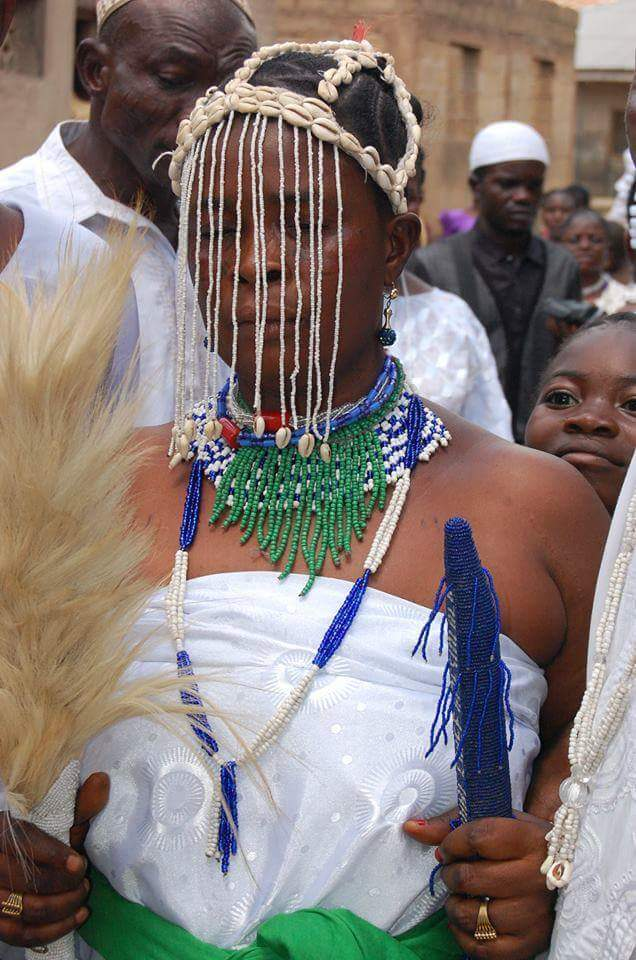
Elegum manifestada em Iemanjá durante um festival na Nigéria

Posteriormente, Iemanjá foi casada com o Alafim Odudua criador do mundo e rei de Ifé, com a qual teve dez filhos. Alguns dos nomes enigmáticos de seus filhos parecem corresponder a orixás, Verger apresenta dois exemplos: "Òsùmàrè ègò béjirìn fonná diwó" (o arco íris que se desloca com a chuva e guarda o fogo nos seus punhos), e "Arìrà gàgàgà tí í béjirìn túmò eji" (o trovão que se desloca com a chuva e revela seus segredos). Iemanjá, cansada da vivência na cidade de Ilê Ifé governada pelo marido, decide-se fugir para o Oeste, para a "terra do entardecer". Antes de viver no mundo, Iemanjá recebera, de Olocum, sempre precavida pois "não se sabe jamais o que pode acontecer amanhã", uma vasilha contendo um preparado mágico com a recomendação de que, se algum caso extremo se sucedesse, Iemanjá o quebrasse no chão. Iemanjá, que já havia se instalado no entardecer da Terra, foi surpreendida pelo exército do alafim Odudua que estava a sua procura. Longe de se deixar capturar, quebrou a vasilha com o preparado conforme as indicações que recebera. O preparado mágico, ao tocar o chão, fez nascer, no mesmo lugar, um rio que levou Iemanjá novamente para okun, os oceanos de Olocum onde foi acolhida.
Outro mito sugere que foi casada com Oquerê, rei de Xaqui, cidade localizada ao norte de Abeocutá. Este mito parece complementar suas andanças após a fuga de seu casamento com Alafim Odudua. O mito se inicia com Iemanjá se instalando em Abeocutá que seria a terra do entardecer do mito anterior, e o desfecho muito se assemelha, com a presença da vasilha com o preparado mágico de Olocum. Iemanjá que "continuava muito bonita", despertou o desejo de Oquê que lhe propôs casamento. A união se sucedeu com a condição que Oquerê em nenhuma situação expusesse o tamanho da imensidão de seus seios ao ridículo. Mas Oquerê certo dia bêbado retorna para casa e tropeça em Iemanjá que o recrimina, e este não tendo controle das faculdades ou emoções, grita ridicularizando-lhe os seios. Iemanjá foge em disparada ofendida com o feito de Oquerê, que lhe persegue. Em sua fuga, Iemanjá tropeça quebrando a vasilha que lhe foi entregue e dela nasce o rio que lhe ajudará a chegar até o mar. Oquerê não querendo permitir a fuga da mulher se transforma numa colina que lhe barra o caminho para qualquer direção. Iemanjá uma vez com sua rota até o oceano bloqueada, clama pelo mais poderoso de seus filhos, Xangô.
Assim, Verger relata o seu desfecho: "(...)chegou Xangô com seu raio. Ouviu-se então: Cacará rá rá rá ... Ele havia lançado seu raio sobre a colina Oquerê. Ela abriu-se em duas e, suichchchch ... Iemanjá foi-se para o mar de sua mãe Olocum. E aí ficou e recusa-se, desde então, a voltar em Terra".

### Evolução e Interpretações do Mito

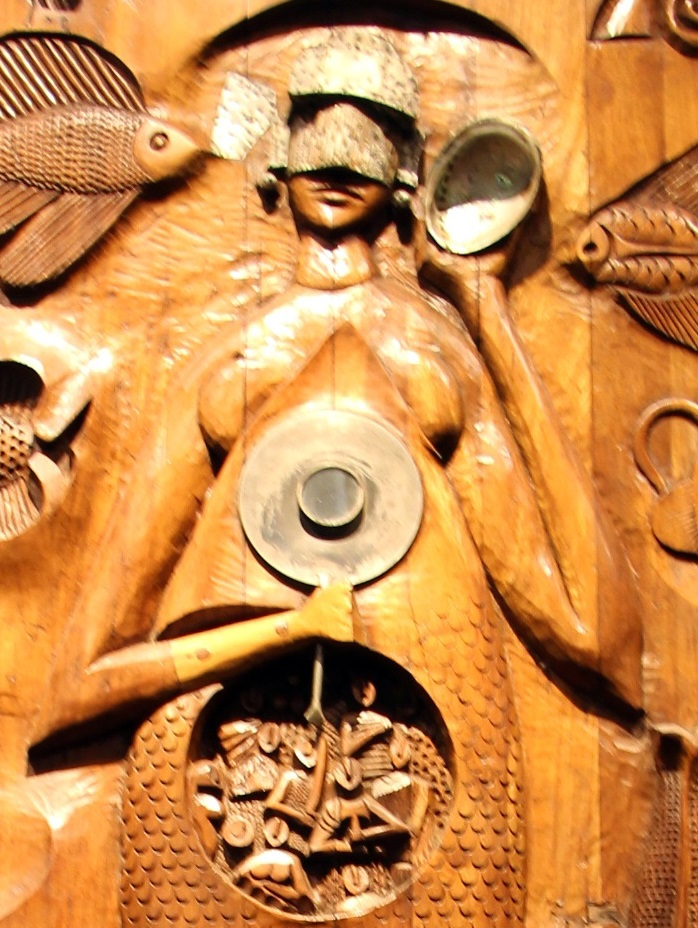
Detalhe da escultura Iemanjá de Carybé, onde é possível notar orixás representados dentro do seu ventre, como Xangô com seu oxê e Ogum com sua espada. Museu Afro-Brasileiro, Salvador, Bahia

Muito da interpretação de Iemanjá e de sua mitologia deve-se aos seus primeiros registros escritos como observa-se em P. Baudin e outros, o seu atributo de Mãe de todos os orixás é oriundo do relato de sua união com Aganju, da qual teria surgido o orixá Orungã, este último atraído pela mãe teria tentado possuí-la em um momento de ausência do pai. Da consumação do incesto ou da mera tentativa da mesma, sucedeu-se uma fuga da parte de Iemanjá, como noutros episódios, que horrorizada cai sobre a terra e de seus seios rasgados surgem dois lagos e sucede-se assim o parto coletivo de diversos orixás, juntamente do Sol e da Lua, porém este relato possui sérias inconsistências inclusive a menção a Olocum como o primeiro a nascer desse parto sendo que a sequência de nascimentos variam de um autor a outro e os desígnios dos orixás citados. L. Cabrera ao relatar este mito a partir de depoimentos de alguns santeiros sobrepõe em uma mesma figura duas divindades distintas, Iemanjá e Iemu, a sua Yemayá-Yemu esposa de Olorum que depois através de um Obatalá, Achupá, deu à luz os orixás e os dois astros anteriormente citados, esta abordagem é comparada pela autora a outra versão obtida de uma informante em exílio de Iemanjá casada com Aganju, que muito se assemelha ao relato dos autores P. Baudin, A. B. Ellis, R. E. Dennett, Stephen Septimus Farrow, Olumide Lucas e R. F. Burton; Cabrera em nota lança luz quanto a este mito tratar-se de uma variação do mito de Iemu verdadeira mãe de Ogum e que o incesto teria sido praticado por este, o mesmo é afirmado por Natalia Bolívar Aróstegui e outros autores.
Verger, que não observa os relatos de A. B. Ellis na costa da África, considera um visão equivocada e extravagante a de padre Baudin, e que só teria cruzado o Atlântico através de Ellis. O mesmo registra: "Durante a pesquisa que fiz a partir de 1948 nos meios não letrados destas regiões da África, nunca encontrei vestígios das lendas inventadas por Rev. Padre Baudin". Atualmente, R. Prandi, que rejeita a visão de Verger, defende que o mesmo mito é de grande conhecimento por parte dos praticantes do culto ao orixá na Bahia, com a observação que os mesmos não conservaram o nome de Orungã. A visão de Prandi ignora a influência do acesso de religiosos a autores como Arthur Ramos, fortemente influenciado por T. J. Bowen e A. B. Ellis, e demais estudiosos que tentaram atuar como bastiões de resgate do que acreditavam ser a identidade dos negros já perdida. Como destaca Roberto Motta, o papel do antropólogo "se transforma em doutor da fé, descobridor ou inventor da tradição e da memória", esse aparecimento gradativo do mito entre os devotos é reforçado com a comparação de dois relatos de períodos distintos, pelo relato de Nina Rodrigues em 1934: “É de crer que esta lenda seja relativamente recente e pouco espalhada entre os nagôs. Os nossos negros que dirigem e se ocupam do culto iorubá, mesmo dos que estiveram recentemente na África, de todo a ignoram e alguns a contestam”, outra menção quanto ao desconhecimento generalizado do mito, mas o seu já aparecimento é a pesquisa do escritor Jorge Amado que se utiliza da metáfora de Iemanjá e Orungã para seu livro Mar Morto, o mesmo relata: "Não são muitos no cais que sabem da história de Iemanjá e de Orungã, seu filho."
Outro atributo que lhe foi associado foi o poder sobre as cabeças e portanto sobre o destino. Na crença iorubá, os aspectos que os seres humanos vivenciam em suas vidas são oriundos da escolha do ori (cabeça) que aplica o destino. Nessa tradição crê-se que após Obatalá modelar os seres, Ajàlá fornece a cabeça. Nas palavras de Abimbọla, "Ajàlá (outra existência sobrenatural que não é reconhecida como divindade) fornece o ori (cabeça) de sua loja de cabeças..." S. Poli evidencia que Ajàlá "É esquecido e descuidado e devido a isto nem sempre as cabeças saem boas. Como resultado disso a maioria das pessoas escolhem por si mesmas as cabeças sem recorrerem a Ajàlá e acabam assim por escolher cabeças ruins e imprestáveis", sendo devido a isso o motivo de serem necessários rituais como o bori para estabelecer o equilíbrio que o ori necessita. No Brasil a Iemanjá foi atribuída a tarefa da manutenção das cabeças, em especial no procedimento do bori tornando-se a Iá Ori ("Mãe das Cabeças"), a cerca disso R. Prandi nos explica: "Ajàlá está esquecido no Brasil, tendo sido substituído por Iemanjá, a dona das cabeças, a quem se canta, no xirê, quando os iniciados tocam a cabeça com as mãos para lembrar esse domínio, e na cerimônia de sacrifício à cabeça (bori), rito que precede a iniciação daquela pessoa".

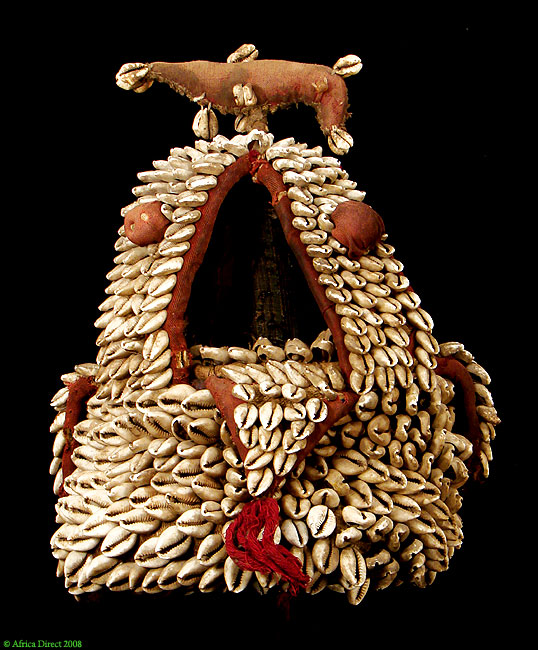
Ilê Ori (casa de Ori), que contém o Ibo Ori, assentamento da cabeça, representação dentro do culto tradicional em Nigéria. No Brasil, um recipiente de louça que se usa como fundamento para fazer bori é chamado de Ibá de Ori de Ori

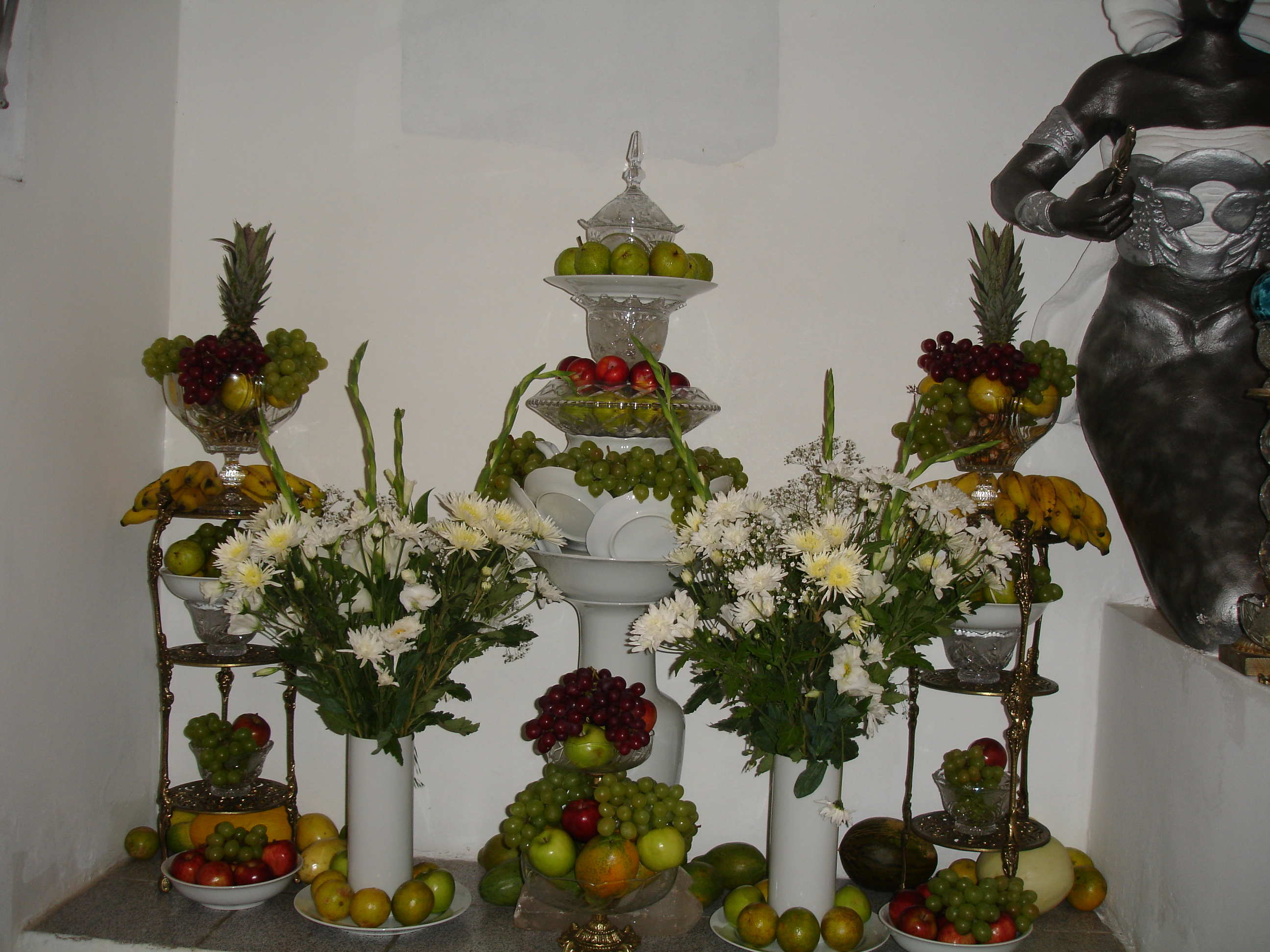
Ritual para Ori ao lado de uma estátua de Iemanjá no candomblé, Ilê Axé Ijino Ilu Oróssi, Bahia, Brasil

S. Epega defende o culto de Iemanjá como Iá Ori justificando o porquê dessa atribuição, ela relata:
"Quando Iemanjá veio do Orum [mundo ancestral] para o Aiê [planeta Terra], ao chegar descobriu que cada orixá já tinha seu domínio na terra dos homens, e nada havia sobrado para ela. Queixou-se a Olodumarê [deus criador], que disse a ela ser seu dever cuidar da casa de seu marido Obatalá [rei das roupas brancas], de sua comida, de sua roupa, de seus filhos. Iemanjá se revoltou. Ela não tinha vindo do Orum para o Aiê para ser dona de casa e doméstica. E tanto falou, tanto reclamou, que Obatalá foi ficando perturbado, até que finalmente enlouqueceu. Ao ver seu marido nesse estado, Iemanjá pensou na atitude que Olodumarê iria ter com ela quando chegasse do Orum. E procurou os melhores frutos, o óleo mais claro e encorpado, o peixe mais fresco, o Inhame mais bem pilado, um arroz bem branco, os maiores pombos brancos, o obi mais novo, o melhor atare, ekuru acabado de cozinhar, ori muito bom, os ibim mais claros, orobô macio, água muito fria, e com isso tratou a cabeça de Obatalá. Ele foi melhorando com os ebós, e um dia ficou completamente curado. Olodumarê chegou do Orum para visitar Obatalá. Falou a Iemanjá que havia visto tudo o que acontecera, e deu-lhe os parabéns por ter curado tão bem a cabeça de seu marido. Dali para frente, Iemanjá iria ajudar os homens que fizessem más escolhas de ori [destino, força vital], a melhorar suas cabeças, com uma oferenda determinada pelo oráculo de Ifá, através de Orumilá [deus do destino dos homens].”
Curiosamente em Cuba onde não há referência a posse desse atributo por Iemanjá, L. Cabrera consegue resgatar o seguinte mito:
"No começo do mundo, os Orixás e homens confabularam contra Iemanjá, que entrava na terra, a varria continuamente com suas ondas e a todos impunha respeito. Olorum disse a Obatalá: 'Vá ver de que acusam Iemanjá.' Eleguá, que ouviu a ordem recebida por Obatalá, disse a Iemanjá: 'Consulte-se com Ifá para que você confunda todos os seus inimigos.' Iemanjá seguiu o conselho de Eleguá, consultou Ifá e este indicou que ela fizesse um ebó (sacrifício) de carneiro. Obatalá chegou a Ilê-Ifé, a aldeia dos orixás e dos homens e, enquanto todos falavam, Iemanjá saiu do mar e avançou até o grande Orixá, mostrando-lhe a cabeça do carneiro. Obatalá pensou: 'É a única que tem cabeça!',e confirmou seu poder e grandeza."
Noutra versão, Iemanjá se encontra com Olorum na reunião por ele imposta aos Orixás e lhe presenteia com a cabeça de um carneiro e este ao perceber que ela era a única dos presentes a homenageá-lo diz: "Awoyó Orí dorí e". "Cabeça você traz, cabeça você será". A justificativa do mito seria que Iemanjá é "cabeça que pensa por si mesmo" e a autora não apresenta maiores justificativas para entendermos a simbologia nele expressa, no entanto R. Prandi e A. Vallado justificam esse relato como referência da tutela dos oris por parte de Iemanjá. L. Cabrera ao escrever sobre um mito que menciona Iemanjá novamente casada com Aganju evidencia Obatalá como dono das cabeças, atributo que Aganju sem sucesso teria tentado tomar para si.
Olukunmi Omikemi Egbalade, sumo-sacerdote do culto a Iemanjá em Ibadã, em entrevista, afirma não só a função do orixá em formar as cabeças juntamente a Obatalá, como seu papel de levar água para cuidar dos recém-nascidos modelados pelo último. A. Apter ao explorar o aspecto político de seu culto em Aiedê, em especial quanto a descrição do ritual da cabaça realizado pela sua alta sacerdotisa, escreve: "Yemoja frutificando a cabaça representa o útero da maternidade, a cabeça do bom destino, a coroa do rei, a integridade da cidade, mesmo o encerramento cosmológico do céu e da terra", o que não é discrepante com a afirmativa de S. Epega, "(...)no ritual de bori [bo ori - louvar a cabeça], Yemoja sempre é saudada com a cantiga; 'Ori ori ire, Yemoja ori orire, Yemoja' (Cabeça cabeça boa, Yemoja coloca boa sorte na cabeça, Yemoja)", ficando evidente algum aspecto do orixá quanto a cabeça.

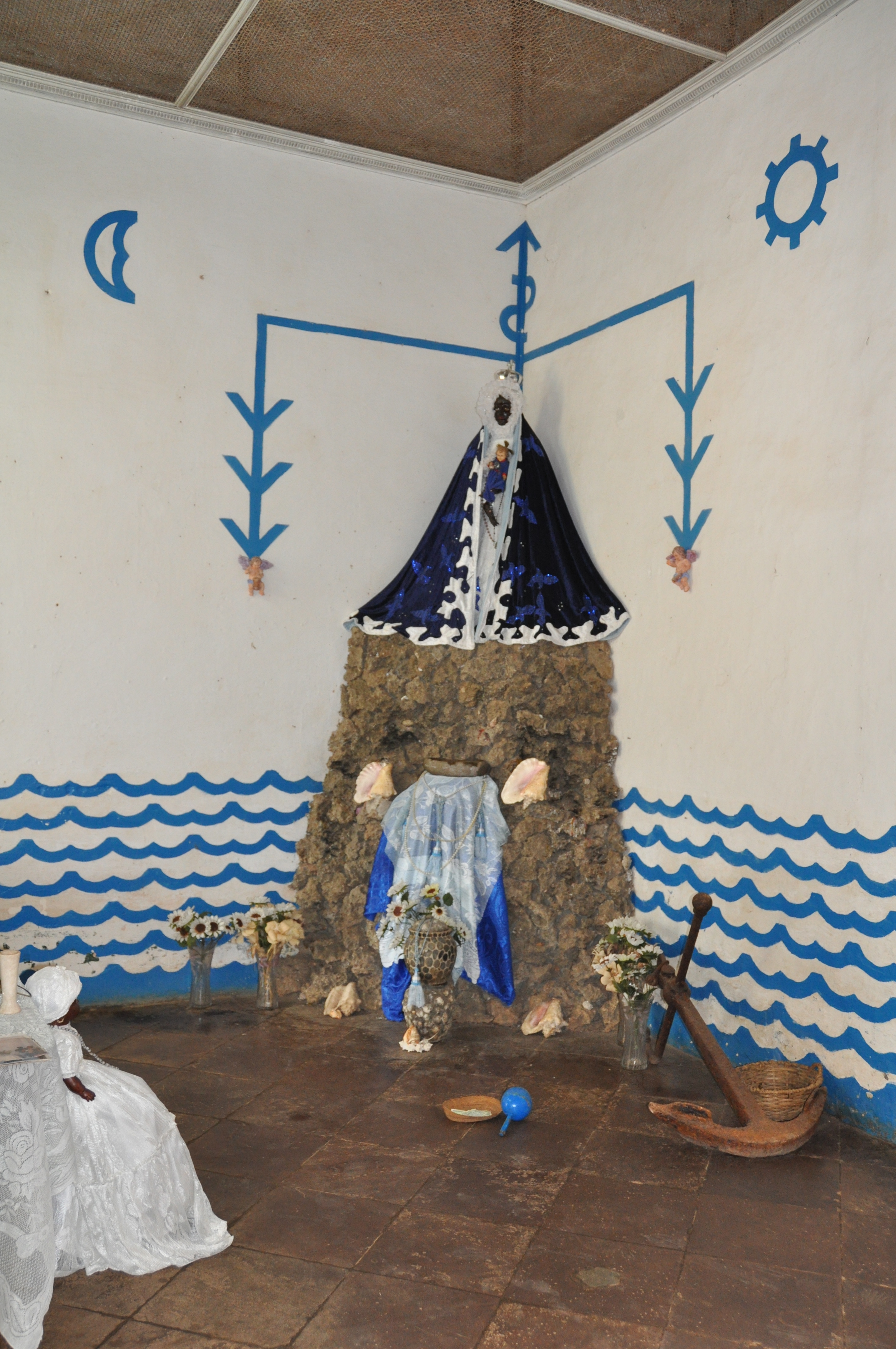
Altar de Iemanjá em templo em Trinidad (Cuba), com insígnias do sol e da lua

Outro atributo ou símbolo muito utilizado e presente na interpretação de Iemanjá é a lua. R. Prandi relata que Iemanjá teria criado a lua para salvar o sol de extinguir-se, ele registra:
"Orum, o Sol andava exausto. Desde a criação do mundo ele não tinha dormido nunca. Brilhava sobre a Terra dia e noite. Orum já estava a ponto de exaurir-se, de apagar-se. Com seu brilho eterno, Orum  maltratava a Terra. Ele queimava dia após dia. Já quase tudo estava calcinado e os humanos já morriam todos. Os Orixás estavam preocupados e reuniram-se para encontrar uma saída. Foi Iemanjá quem trouxe a solução. Ela guardara sob a saia alguns raios de Sol. Ela projetou sobre a Terra os raios que guardara e mandou que o Sol fosse descansar, para depois brilhar de novo. Os fracos raios de luz formaram um outro astro. O Sol descansaria para recuperar suas forças e enquanto isso reinaria Oxu, a Lua. Sua lua fria refrescaria a Terra e os seres humanos não pereceriam no calor. Assim, graças a Iemanjá, o Sol pode dormir. À noite, as estrelas velam por seu sono, até que a madrugada traga outro dia."
Em sua associação aos mares, Iemanjá através da lua e suas fases juntamente com a força do vento, que agita as águas, controlaria as marés. P. Iwashita ao discutir o arquétipo da maternidade e feminino afirma que "Por sua vez o mais importante símbolo para a Anima é a lua, por causa da relação entre as suas diferentes fases e o ciclo menstrual na mulher." Azevedo Filho em uma análise, justifica que pelas suas "diversas fases, que descrevem o ciclo contínuo de aniquilamento/regeneração, a lua se tornou, sem dúvida, o símbolo maior das variações no (do) tempo(...) Correlacionada portanto com Iemanjá, a lua representa ainda a zona noturna, inconsciente, obscura da psique humana, pulsões adormecidas, mas que revivem nos sonhos, nas fantasias e no desejo impossível, ao contrário do sol(...)."
Essa analogia entre a lua e os ciclos com aniquilamento/regeneração, é notável no mito registrado por L. Cabrera que relata a vingança de Iemanjá contra a humanidade que teria conspirado contra o seu primogênito, que foi sentenciado a morte e executado. Iemanjá tomada de ira (aqui consegue absorver as características e o objetivo de Olocum, mas com grande êxito), teria destruído a primeira humanidade, habitando nesse mito o contraste entre origem e destruição.

### Mito e Política

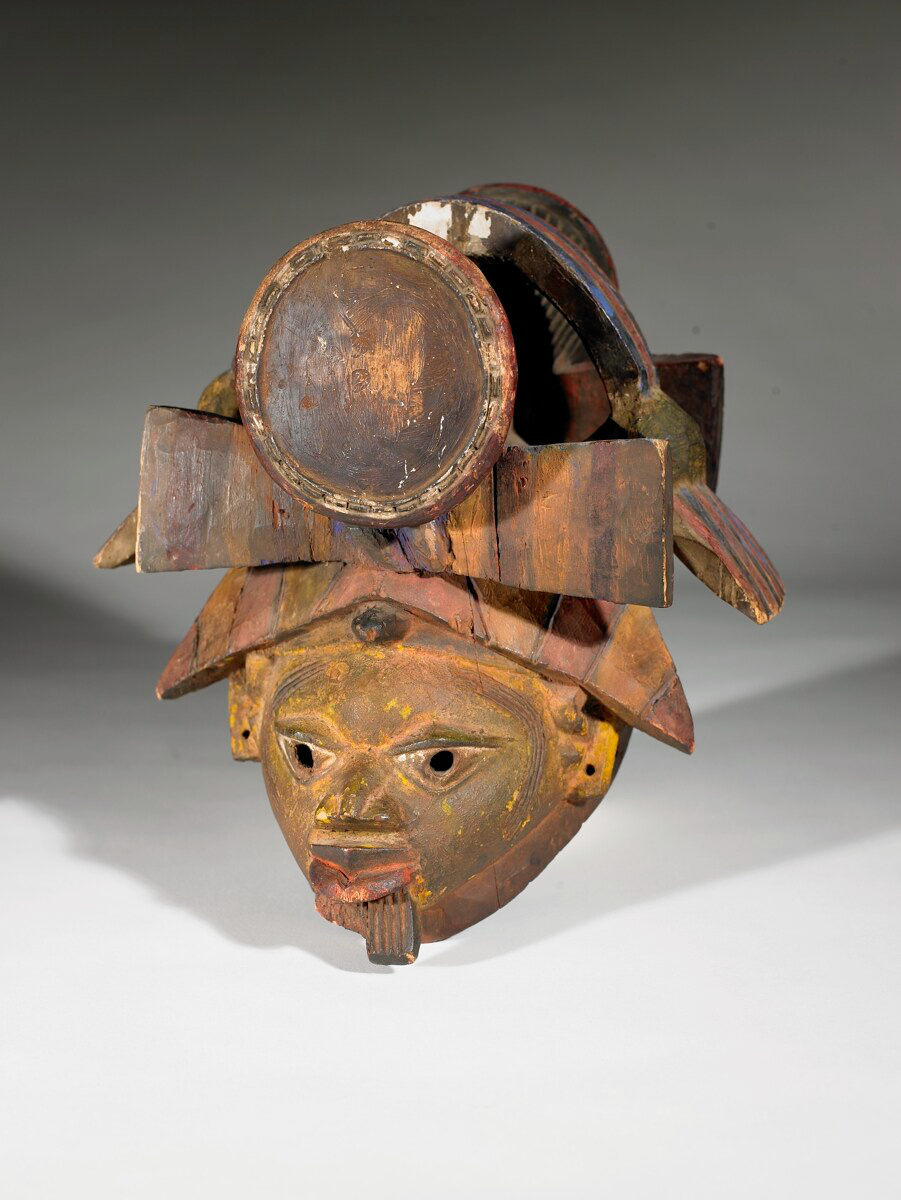
Máscara Guelede da Nigéria, Museu de Arte de Birmingham

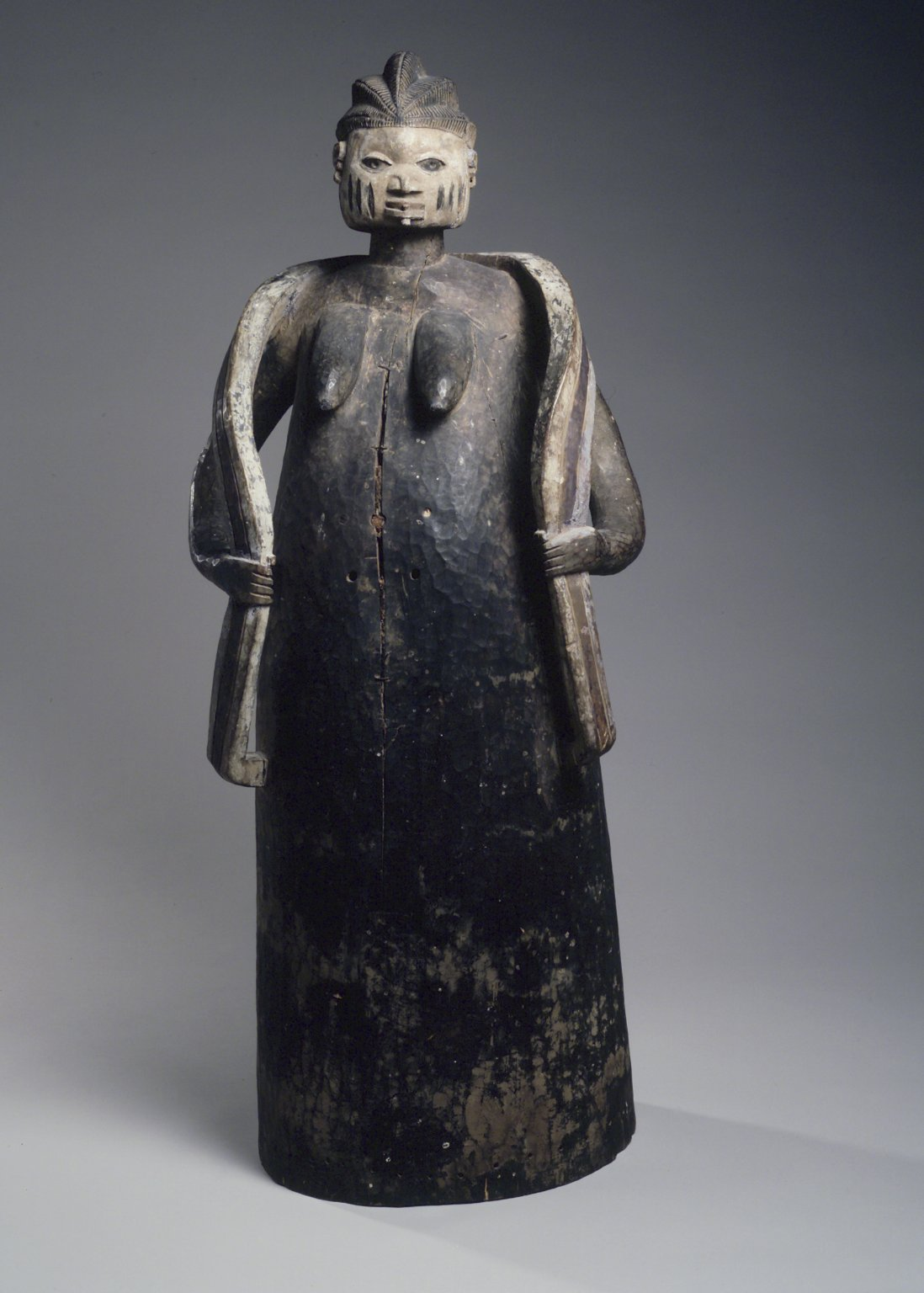
Máscara Guelede com corpo, no Museu do Brooklyn

P. Verger, ao discutir os aspectos políticos do culto dos orixás na sociedade iorubá, relata: "O lugar ocupado na organização social pelo Orixá pode ser muito diferente se trata de uma cidade onde se ergue um palácio real, Afim (àáfin), ocupado por um rei, aladé, tendo direito a usar uma coroa, adé, com franjas de pérolas, ocultando-lhe a face ou onde existe um palácio, ilê Olojá, a casa do senhor do mercado de uma cidade cujo chefe é um balé que só tem direito a uma coroa mais modesta chamada acoró. Nesses dois casos, o Orixá contribui para reforçar o poder do rei ou do chefe. Esse Orixá está praticamente à sua disposição para garantir e defender a estabilidade e a continuidade da dinastia e a proteção de seus súditos". O orixá protetor de uma dinastia é amplamente celebrado pela mesma, sendo suas festividades tanto uma confirmação religiosa quanto política, como por exemplo, o festival de Oxum pelos soberanos de Oxobô. A respeito do aspecto político do culto de Iemanjá, A. Apter citando o festival de Aiedê registra que sua alta sacerdotisa que cuida da cabeça do regente, é quem habilita o indivíduo do rei e revitaliza seu corpo político, "Como qualquer símbolo dominante, ela abraça uma extensão de significados que vão desde bênçãos normativas e explícitas ('ela traz crianças e riqueza, ele mantém o rei saudável') para implícitas, temas proibidos de divisão e de derramamento de sangue, e é este último polo que é poderoso e profundo". Toda a integridade do governo, da sua legítima sucessão e da autoridade do regente é dependente do apoio de Iemanjá sua protetora e de suas sacerdotisas, que detém do poder de deposição de seu rei, assim como do mal destino, de ocasionar uma fissão política e pôr fim ao equilíbrio cósmico. "Tais temas negativos raramente são expressos em público, mas eles representam, porém, um repertório de interpretações potenciais que, sob certas condições, pode ser invocado para mobilizar a oposição contra o status quo. O profundo conhecimento do ritual real envolve realmente o rei no sacrifício e renascimento, em que seus ícones de poder pessoal e autoridade real são literalmente desmontados e remontados por sacerdotes e sacerdotisas autorizados," conclui A. Apter. P. Verger menciona que o seu cortejo em Ibará, "vai saudar as pessoas importantes do bairro, começando por Olubará, o rei de Ibará." Sobre esta ainda estreita relação entre o culto de Iemanjá e a realeza de Ibará, Omari-Tunkara registra: "Fiquei surpresa ao notar o elevado respeito do rei para a tradicional Religião iorubá e para a adoração de Yemọjá, apesar do fato de que era educado ocidentalmente e um professo, devoto cristão". Todas essas menções reforçam a influência de seu culto sobre as regiões de Abeocutá e suas dinastias. 
Sobre o temor do poder da ancestralidade feminina reverenciada em Iemanjá, legitimada em sua própria mitologia, Omari-Tunkara explica: "Existem várias referências na literatura sobre os iorubás na África Ocidental para o papel de Iemanjá como Ajé ou Iami - nossa mãe (ou bruxa no pensamento ocidental). De acordo com Peter Morton-Williams (1960), Iemanjá é a mãe da feitiçaria. Em um estudo clássico, Deuses Negros e Reis, Thompson cita dois sacerdotes de alto escalão que enfatizam a estreita ligação de Iemanjá e Guelede, uma sociedade dedicada à apaziguar Iami: 'Guelede é a adoração de Iemanjá, deusa do mar e rio. As máscaras de Guelede representam ela e seus descendentes do sexo feminino', e Iemanjá é proprietária de Guelede'."
Um itã de Ifá justifica essa ligação de Iemanjá com a Sociedade Guelede. Ela não podia ter filhos e consultou o Oráculo de Ifá, que a aconselhou a oferecer sacrifícios e dançar com imagens de madeira em sua cabeça e tornozeleiras de metal em seus pés. Depois de realizar este ritual, ela ficou grávida. Seu primeiro filho era um menino, apelidado de "Efe" (humorista); a máscara Efe enfatiza música e brincadeiras por causa da personalidade de seu homônimo. O fruto do segundo parto de Iemanjá era uma menina, apelidada de "Guelede" porque ela era obesa como sua mãe. Também como sua mãe, Guelede adorava dançar. Depois de terem se casado, nem Guelede ou a parceira de Efe podiam ter filhos. O Oráculo de Ifá sugeriu que tentassem o mesmo ritual que tinha trabalhado com Iemanjá. Tão prontamente Efé e Guelede realizaram esta dança ritualística- com imagens de madeira em suas cabeças e tornozeleiras de metal sobre seus pés- eles começaram a ter filhos. Esses rituais desenvolvidos no Guelede de dança mascarada foi perpetuada pelos descendentes de Efe e Guelede. Esta narrativa é uma das muitas histórias que explica a origem do Guelede.

### Outros Episódios
Em alguns mitos, Iemanjá teria sido mulher de Ogum, acompanhando-o em suas inúmeras campanhas de guerra com porte do facão (obé), mas insatisfeita com seu casamento com o orixá da guerra quis livrar-se dele. O mito registrado por L. Cabrera se inicia com a afirmativa que naqueles tempos quando Icu, a Morte, levava a vida de alguém não lhe sepultavam o corpo, e Iemanjá sabendo disso planejou tirar proveito. Fingiu tão bem as características e a rigidez da morte, que foi amortalhada pelo marido que a levou aos pés de Irocô, a grande árvore, conforme os costumes. Mal Ogum retira-se do local em luto, o amante de Iemanjá surge para libertá-la das amarras da mortalha, e ambos fogem juntos.
Passado algum tempo, Iemanjá voltou a vender seus bolos, olelé e ekrú no mercado ao qual estava habituada. Achamadina sua filha com Ogum, ao visitar o mercado em certa ocasião para comprar produtos vê sua mãe vendendo suas frituras como se estivesse viva, tomada pelo espanto corre até o pai em sua casa que não dá credibilidade alguma ao seu relato, dizendo: "Sua mãe é Egungum". Passados alguns dias, Achamadina retorna novamente ao mercado, enquanto Iemanjá estava distraída com as tarefas sua filha observou-a bem e dessa vez ficou totalmente convencida, sua mãe estava viva, não tratava-se de um Egum. Indo novamente ao mercado, desta vez acompanhada do pai Ogum que, entre surpresa e fúria ao se deparar com Iemanjá viva, arrasta-lhe pelo braço até a presença de Olorum, que ordenou que, daquele dia em diante, os mortos seriam sepultados no seio da terra.
Outras menções relacionando-a a guerra lhe associam um caráter implacável. Em outro relato, teria arrancado a cabeça de Ogum com um único golpe de espada, uma vez que este demonstra um comportamento covarde durante uma campanha bélica não bem-sucedida, assustando-se durante o sono até mesmo com barulho de sapos ou rãs.
Há um outro relato de infidelidade de Iemanjá quando casada com Ogum na santeria, tendo por amante Obaluaiê. O envolvimento amoroso de ambos teria sido descoberto pelos cães de Ogum, sempre fiéis. Noutras menções, ambos são, também, casados, no Brasil no entanto evidenciou-se um vínculo maternal entre Iemanjá e Obaluaiê, orixá das doenças e da cura, que teria sido criado como filho adotivo por ela após este ter sido abandonado por sua mãe Nanã, por ter nascido com o corpo coberto de feridas. Obaluaiê perdoaria a mãe biológica mais tarde, mas sem jamais abandonar Iemanjá que o criou. R. Prandi relata um mito que justificaria o título de Obaluaiê como Senhor das Pérolas (Jeholu) e a posse sobre este tesouro como presente de Iemanjá ao filho.
É também relatada uma união de Iemanjá com Erinlé (Odé Inlé), orixá caçador de elefantes considerado andrógino, que segundo Verger é cultuado num rio homônimo em Ijexá. Como, no Brasil, Erinlé confunde-se com Oxóssi, como manifestações de um mesmo princípio e este último é considerado filho de Iemanjá o assunto parece tabu, até verificarmos que Oxóssi ou Odé é de fato filho de Iá Apaocá, a jaqueira, e não da primeira.

### Arquétipo

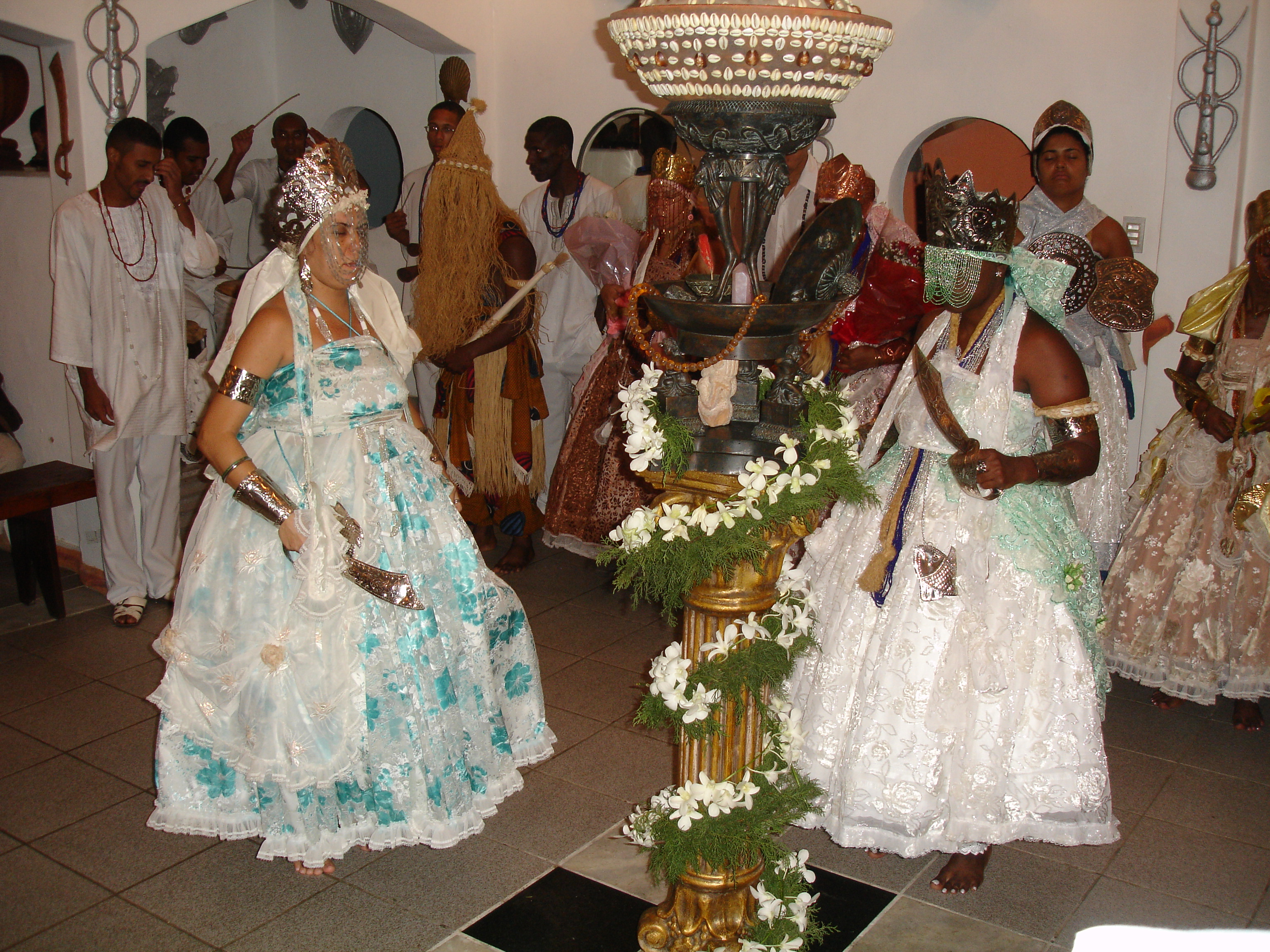
eleguns em Manifestação de Iemanjá no candomblé, no Ilê Axé Ijino Ilu Oróssi: a de verde é Asessu e a de azul, Açabá

Segundo R. Fonseca, o trato dos mitos iorubás na concepção de arquétipo pode nos auxiliar na interpretação dos modelos sociais, históricos ou místicos, que neles evidenciam-se. Na visão de Omari-Tunkara, "muitos traços de personalidades das deusas estão em conformidade com os atributos míticos de Iemanjá e suas variantes e, portanto, Iemanjá pode ser considerada um arquétipo." Tal arquétipo pode ser elucidado como a visão primordial do feminino esculpida na "Grande Mãe". S. Poli, focando nos padrões de comportamento faz uma comparativa do código moral de Ieiemouó (Yeyemowo) com Iemanjá, e conclui que não é possível negar que pode-se observar "(...)que vemos muito de mulheres que conhecemos ou mesmo de nossas mães neste mito", sendo que "Muito provavelmente por esse motivo tenha se tornado tão popular e amado entre nós na diáspora." Para A. Vallado, Iemanjá representa o arquétipo da mulher zelosa e generosa. Na interpretação de R. Fonseca, "Iemanjá nos fala de um precioso arquétipo feminino: o da mulher-mãe, daquela que concebe, alimenta e abriga os seus filhos. Esta mulher é fecunda e, por ser condescendente e conciliadora, ela é sistematicamente usurpada". Numa análise mais profunda, expõe:
"A relação de Iemanjá com os homens, nas lendas mais antigas, é a de distância física. Ela está sempre farta dos esposos, sempre fugindo deles ou, no mínimo, eles estão ausentes. Não há relatos ancestrais de amores ardentes e sensuais e seus companheiros aparecem apenas como os pais materiais de seus filhos, embora ela habitualmente conceba sozinha a sua prole. A relação de Iemanjá com os seus companheiros é de a parceria, de amizade, de comunhão e não de amor sexual. (...)Quanto ao último elemento das lendas de Iemanjá, podemos dizer que os seios da mulher contêm um duplo simbolismo. Primeiramente eles representam o princípio feminino, inequivocamente, a mãe, personificada em Iemanjá. Por outro lado, os seios femininos também materializam a proteção, o refúgio, o lugar de repouso. Na ideologia mortuária iorubá, morrer nas águas significa regressar à origem, ao conforto e abrigo do corpo sagrado da Mãe. Durante os duros séculos de escravidão moderna, a imagem da mãe, à qual os nagô imaginavam regressar após a morte, era a da Mãe África, o berço da cultura iorubá."
Essa primeira interpretação dos orixás a partir da psicologia analítica credita-se a P. Verger, que explora a ligação do povo de santo a uma identidade cultural definida por seres ancestrais, essa ligação ocorre, de acordo com R. Prandi, porque
"Os iorubás acreditam que homens e mulheres descendem dos orixás, não tendo, pois, uma origem única e comum, como no cristianismo. Cada um herda do orixá de que provém suas marcas e características, propensões e desejos, tudo como está relatado nos mitos. Os orixás vivem em luta uns contra os outros, defendem seus governos e procuram ampliar seus domínios, valendo-se de todos os artifícios e artimanhas, da intriga dissimulada à guerra aberta e sangrenta, da conquista amorosa à traição. Os orixás alegram-se e sofrem, vencem e perdem, conquistam e são conquistados, amam e odeiam. Os humanos são apenas cópias esmaecidas dos orixás dos quais descendem."
Nas palavras de Omari-Tunkara,
"O retrato composto de Iemanjá é de uma pessoa que é obstinado alternadamente, produtiva, inflexível, adaptativa, protetora, apaixonada, corajosa, altiva, e às vezes arrogante; possui um grande senso de posição e hierarquia de comando e respeito; é justa, mas formal; é uma amiga dedicada e frequentemente coloca amizades para teste; acha difícil perdoar uma ofensa e raramente esquece o erro. (...)É preocupada com os outros, é maternal, e séria. Apesar do fato de que a vaidade não é um traço saliente caracterizando Iemanjá, seus iniciados [filhos] amam o luxo, a ostentação de têxteis azul-e-branco ou verde-mar, e joias caras. Eles preferem estilos de vida suntuosos mesmo quando suas circunstâncias cotidianas não permitem-lhes tal luxo."
L. Cabrera também escreve sobre a suntuosidade dos filhos de Iemanjá mesmo quando pobres.

## Culto
Para R. Ogunleye, um ponto importante para a compreensão do culto religião iorubá a Iemanjá é a observação quanto a sua pureza moral e ritual. Seu culto na Nigéria compreende diversas categorias, como o diário (privado), regular (celebra dias especiais que lhe são consagrados), especial, solicitado mediante determinadas situações ou ocorrências e anual como os seus festivais em Ibará e Ibadã.

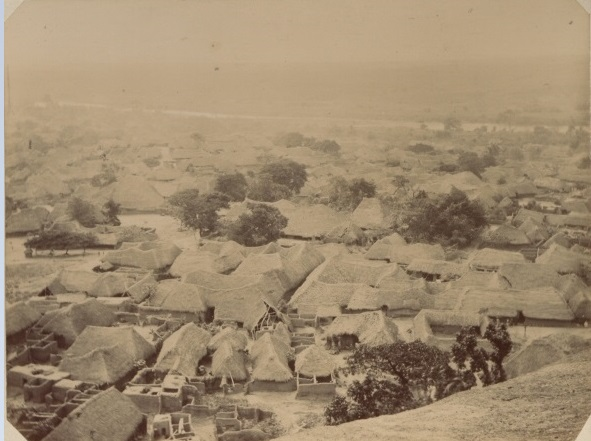
Abeocutá à distância com rio Ogum ao fundo, final do século XIX

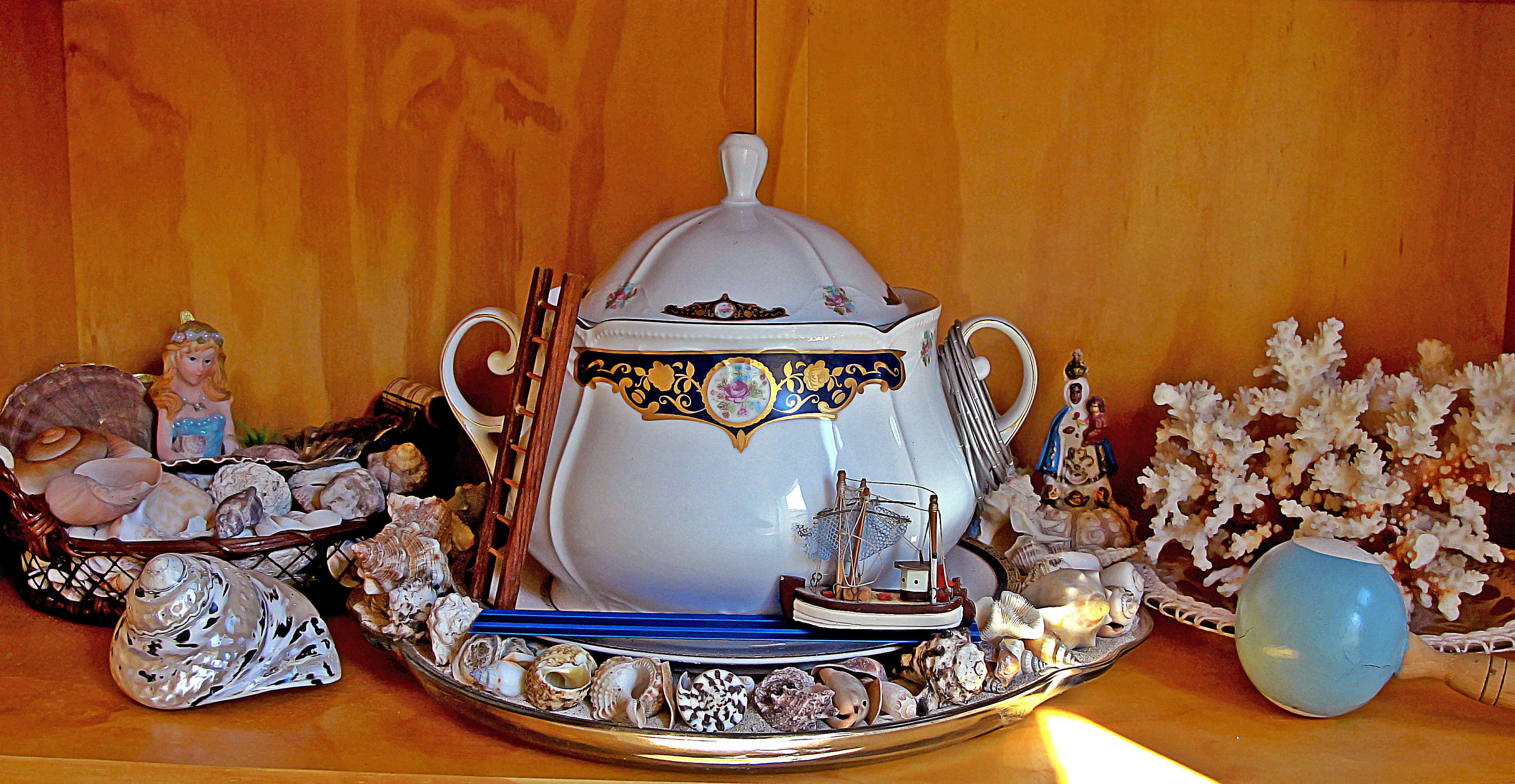
Ibá de Iemanjá na Santeria, Cuba

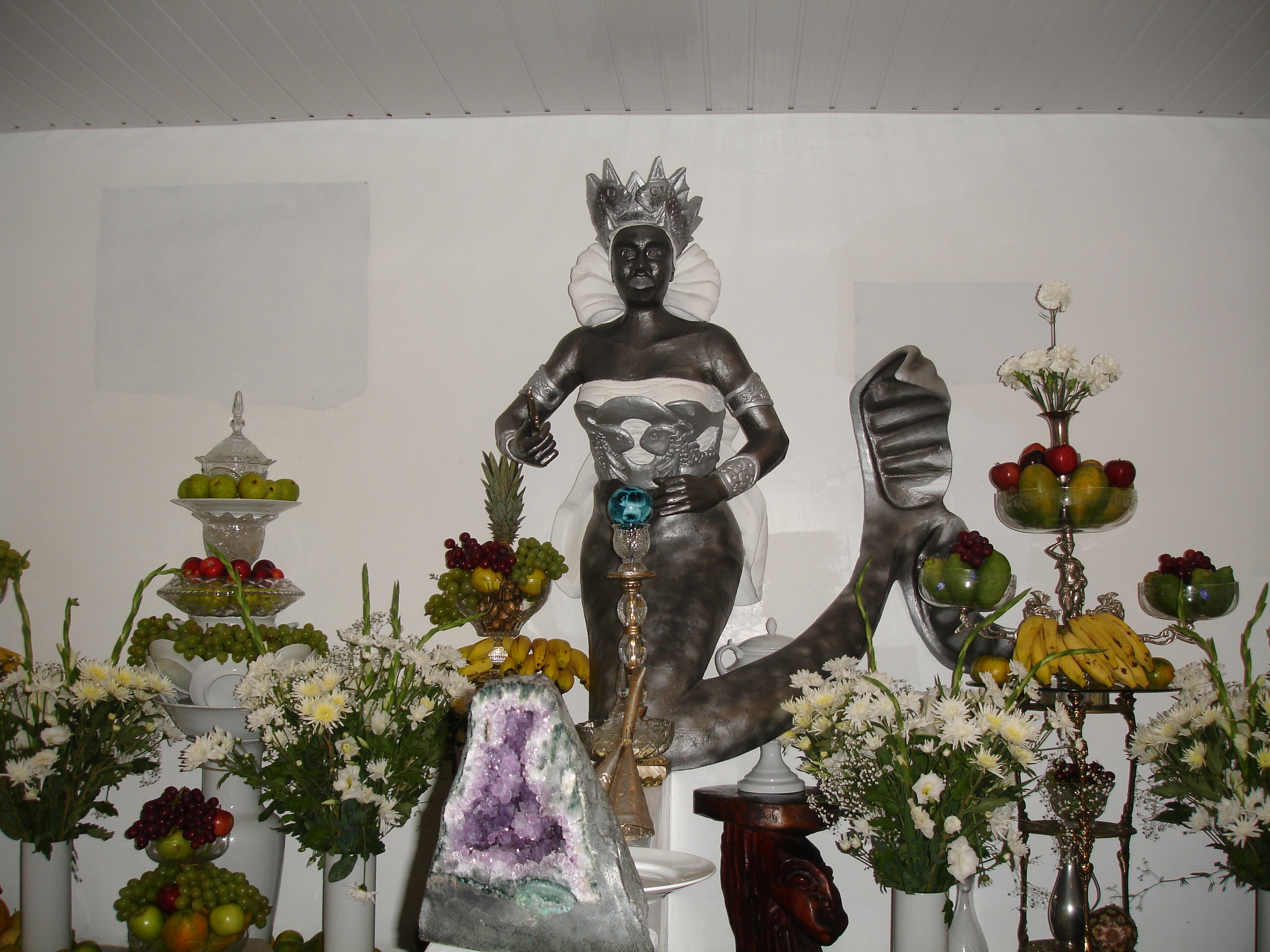
Ibá de Iemanjá no terreiro de candomblé do Ilê Axé Ijino Ilu Oróssi, Brasil

O culto diário ou regular, é uma prática realizada pelo devoto em sua própria residência no santuário particular. Consiste em práticas em geral simples, que podem ocorrer na faixa da manhã como maneira de desejar bom dia ao orixá, e fazer-lhe oferendas como obis e com o mesmo repartido conferir através de um simples ritual se a procedência do dia será ou não boa. O culto regular tende a ser mais elaborado que o primeiro, ocorrendo a cada cinco dias, inclui a visitação ao templo por parte de uma comunidade de devotos, com arrumação do santuário, oferendas, sacrifícios e outros ritos litúrgicos. Segundo R. Ogunleye, "Neste ponto, a alta sacerdotisa (Iaji) vai assumir, levando-os em oração ritual para deusa. Durante este tempo, ela vai oferecer sacrifícios à deusa. Isso inclui milho processado (Ebó), farinha de feijão branco (ecuru), caracóis, cana-de-açúcar, e nozes de cola. Depois disso, ela vai fazer petições com os nomes dos fiéis para o orixá. Em seguida, eles se separaram e arrematam a noz de cola (obi). Se tudo estiver bem pelo presságio, todos ficam felizes e todos eles dançam na presença de Yemoja".
O culto especial ou ocasional pode ocorrer pelos mais diversos motivos, inclusive por solicitação de Iemanjá para uma pessoa específica ou família. Serve como base para pessoas que desejam adentrar em novos empreendimentos ou iniciativas, para bençãos às crianças, como também solicitar prosperidade, vitória em causas ou sobre inimigos e qualquer outra situação ou adversidade na vida. A última forma de culto é o Odum Iemanjá (Odun Yemojá), a festividade anual, "É uma ocasião para regozijo e gratidão. o que distingue adoração durante o festival anual é o programa elaborado conectado com a celebração. As pessoas vêm no seu melhor e dar o seu melhor. A celebração ocorre normalmente no santuário de Iemanjá. As ofertas são principalmente para ação de graças, e as refeições constituem uma oportunidade para a comunhão entre a deusa e seus 'filhos'", explica Ogunleye.
Diversas representações na arte e em práticas rituais em sua homenagem são alguns dos componentes mais comuns dos sistemas religiosos derivados da sociedade iorubá em outras partes da América do Sul, Estados Unidos, e no Caribe. Neste contexto, a veneração de Iemanjá é transcultural e internacional. No Brasil e além, o carisma de Iemanjá ultrapassou as fronteiras que demarcam religião, classe social, etnia e raça para abraçar todos.
Iemanjá sendo uma divindade possuidora de grande popularidade no Brasil e em Cuba é celebrada com grandes festas públicas, entre as quais se destacam o presente de Iemanjá na praia do Rio Vermelho na Bahia no dia 2 de fevereiro, e a festa no dia 8 de dezembro juntamente as festividades de Nossa Senhora da Conceição no Brasil. Em Cuba, suas festividades ocorrem no dia da Virgem de Regla, em 8 de setembro.
Segundo Omari-Tunkara, "Na Bahia, objetos de arte sacra, dança, rituais, e o transe são os meios fundamentais utilizados para comungar com os deuses e manipular o sagrado", Iemanjá assim como muitos orixás é representada por diversos objetos, comidas, ritmos, e músicas. É representada materialmente no candomblé e santeria pelo Ibá de Iemanjá, P. Verger menciona "Seu axé é assentado sobre pedras marinhas e conchas, guardadas numa porcelana azul. (...)Fazem-lhe oferendas de carneiro, pato e pratos preparados à base de milho branco, azeite, sal e cebola".
O ponto culminante do culto ao orixá ocorre com os seus iaôs ou eleguns mediante a possessão, onde "Iemanjá manifesta-se em seu adoxu ou Olorixá (termos genéricos para todos os iniciados capazes de experimentar o transe da possessão; médiuns)". Uma vez iniciado o processo de transe, entende-se todos os atos e comportamentos do elegum como sendo originados de seu orixá. Segundo Rouget, "A possessão é caracterizada pelo fato de que, durante o transe, o sujeito é entendido como ganhador de uma diferente personalidade: a da divindade, do espírito, do gênio ou do ancestral - pelo qual podemos usar o termo geral 'divindade' - que toma posse do sujeito, substituindo-se a ele, e atuando agora no lugar do sujeito (...) por um período maior ou menor, o sujeito torna-se a própria divindade. Ele é deus. Podemos chamar essa possessão no stricto sensu da palavra".
Durante esses fenômenos, o orixá manifestado apresenta-se respondendo corporalmente a canções que lhe são próprias entoadas por dirigentes do culto, e seguindo os ritmos que são de sua preferência, portam objetos que lhe são característicos, além de emitir pequenos gritos Ilá que lhe identificam conforme verificamos no estudo de R. S. Barbara, sendo que Iemanjá pode rir às gargalhadas ou gemer, como se estivesse chorando. Segundo Bastide, as danças religiosas na concepção africana "constituem a evocação de certos episódios da história dos deuses. São fragmentos de mitos, e o mito deve ser representado ao mesmo tempo que falado, para adquirir todo o poder evocador." Para R. S. Barbara a função da dança dentro da ritualística do candomblé é múltipla, sendo mimética e litúrgica, entendendo como mimética o ato de imitar os movimentos típicos do orixás e litúrgica por sinalizar e suturar todos os momentos do ritual até a expressão e manifestação mística do orixá, onde forma e conteúdo unem-se numa única dimensão, o próprio orixá..
A dança de Iemanjá reflete em maior parte sua personalidade ligada à maternidade, e seu elemento natural fluídico, a água, apresentando movimentos evocativos as ondas marinhas e de distribuição que representam, nas palavras de M. Augras, "germinação constantemente renovada". Seu ritmo predileto é o jincá, que significa "ombros", indicando danças reais de caráter mais lento e que estimulam respeito. P. Verger nos diz, "Na dança, suas iaôs imitam o movimento das ondas, flexionando o corpo e executando curiosos movimentos com as mãos, levadas alternadamente à teste e à nuca, cujo simbolismo não chegamos a identificar. Manifestada em suas iaôs, Iemanjá segura um abano de metal branco e é saudade com gritos de: 'Odô Ìá!!!' (Mãe do rio)". R. Prandi e M. Zenicola identificam que os movimentos não entendidos por Verger sejam referência ao seu domínio sobre o Ori no Brasil. F. Eramo acrescenta: "O ritmo é também parecido com o ritmo dos oceanos, e Iemanjá dança parecendo acariciar as ondas do mar. Além da leveza e ondulação da água, Iemanjá representa a fertilidade através de sua dança. Ela movimenta a pélvis ao dançar, símbolo da reprodução e germinação. Ao se olhar no espelho, ela representa a beleza, mas uma beleza calma e pacífica. Nas festas públicas observadas, os filhos de santo que incorporam Iemanjá dançavam com muita leveza, calma e sutileza". M. Zenicola relata outros movimentos curiosos: "Outro movimento é estender as mãos em posição que lembra estar implorando, ou melhor, esmolando por caridade e amor", e prosseguindo na sua análise afirma: "Na dança de Iemanjá não existem movimentos grandes, ampliados ou mesmo em alta velocidade, possivelmente como reflexo das características do orixá; os gestual das mãos lembra carícias na água, elemento do qual faz parte, empurrando-a para trás do corpo. Seu deslocamento é suave, ligeiramente contido, como se flutuasse ou caminhasse dentro da água". Na santeria apresenta danças vigorosas e com o dramatismo da influência da dança espanhola.
Durante suas manifestações, costuma utilizar diversos objetos ou ferramentas na cor prata, entre as quais se destaca o adé (coroa), abèbè (leque de metal com ou sem espelho), obé (espada, alfange ou faca) entre outros.

### Sincretismo

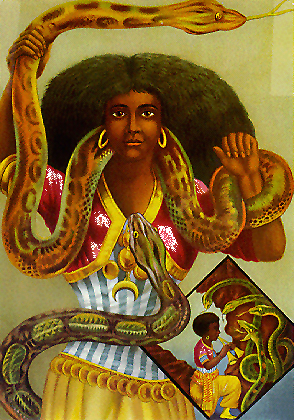
Representação de Mami Uata por Schleisinger

Iemanjá, na cultura da diáspora, é, sobretudo, uma divindade sincrética, reunindo, em si, os diferentes atributos de outros orixás femininos das águas. Sua figura embasada no arquétipo da Grande-Mãe é promovida a Grande-Deusa, em especial pelo fato de que, no Brasil, tratando-se da divindade mais cultuada da Bahia, com grande prestígio popular, encontra seu par em Nossa Senhora da Conceição (no Rio Grande do Sul, Nossa Senhora dos Navegantes), ou mais especificamente na Virgem Maria, o que, segundo Verger, teria ocasionado uma equivalência de importância dentro do panteão iorubá, tornando-a a única do mesmo com um sincretismo iconográfico acabado. Tal sincretismo ocorreu devido ao culto entusiasmado dos orixás disfarçados de santos do catolicismo pelos escravos nas senzalas. A assimilação católica também observa-se em Cuba com o culto da Virgem de Regla, todavia vale ressaltar que em tal mimetismo em que o orixá se camuflou em uma divindade católica o mesmo não se corrompeu, nas palavras de Stella e M. Loddy, "Iemanjá é Iemanjá na Bahia, em Cuba ou no mais sincrético terreiro de umbanda". O mesmo sincretismo é um aspecto distintivo da cultura brasileira até a atualidade. No Brasil, seu culto também confundiu-se com o culto da Mãe-d'água, a Iara, o que justifica sua representação por vezes como sereia. Essa associação à sereia contrasta evidentemente com o lado maternal de Iemanjá na concepção africana, e em especial com a Virgem Maria pela demasiada sensualidade, mas não obstante também aparece no Vodu da Louisiana e Vodu haitiano, onde Iemanjá é associada à Lá Sirène e Mami Uata, espíritos das águas. Essa aglutinação com tais divindades evidencia-se na afirmativa de S. Otero e T. Falola que "Iemanjá e Oxum fazem parte de uma rede global de espíritos da água que muitos estudiosos, especialmente Henry John Drewal, trouxeram sob a égide Mami Uata. Seja em Serra Leoa, Congo, Togo, em Ibo na Nigéria, [como] Lasiren no Haiti, Santa Marta Dominadora na República Dominicana (...)os espíritos (divindades, energias, forças cósmicas) compartilham algumas semelhanças notáveis". Em Candomblés da Bahia E. Caneiro confunde Iemanjá com um inquice do Candomblé bantu Dandalunda, apresentando esta como um dos nomes da primeira, essa identificação das duas divindades costuma aparecer com certa frequência.

### Qualidades e Avatares
Segundo A. Vallado, "qualidade" é o termo que designa as múltiplas invocações ou avatares de um mesmo orixá. Também é, por vezes, chamado de "caminho", como observamos no esclarecimento apresentado por L. Cabrera de que "não existe mais do que uma única Iemanjá, uma só, com sete caminhos". Muitas dessas qualidades parecem tratar-se de outras divindades, como explora S. Poli, o que também se apoia em E. Ramos com a tese de assimilação dos orixás de povos subjugados ao orixá patrono do povo conquistador em conflitos na África. Também pode ocorrer em referência a uma determinada localidade ou o segmento de um mesmo orixá mas com pequena diferenciação, o que individualiza esse como sendo uma qualidade.
- Yemowô ou Yeyemowo

Na África, é mulher de Oxalá, sendo citada por Verger como sendo qualidade de Iemanjá. S. Poli, no entanto, a apresenta como divindade distinta.
- Iemanjá Açabá

Açabá, Iyásabáé, Ayabá ou simplesmente Sabá é a mais velha que foi casada com Orumilá e o desafiou, sua palavra sempre é acatada por Ifá. É considerada perigosíssima, ela é manca e lhe é característico utilizar de uma correntinha de prata no tornozelo, é descrita por Verger como estando sempre fiando algodão. Roger Bastide a confunde como qualidade mais nova e a Ogunté credita o porte de mais velha.
- Iemanjá Asessu

Também conhecida por Sessu, é muito voluntariosa e respeitável, sendo a mensageira de Olocum vai no esgoto e latrinas, sendo particularmente muito séria. Apresenta certos problemas psicológicos como esquecimento. Recebe suas oferendas na companhia dos eguns, come pato.
- Iemanjá Ogunté

É a que foi casada com Ogum Alabedé (Ògún Alagbedé) ou Alaguedé e mãe de Exu, Ogum Acorô (Ògún Akoro) e Ibo (Igbo). Vallado menciona que, diferentemente de Sessu, ela não apazigua Ogum, participando das guerras diretamente com ele, conforme retratado nos mitos registrados por L. Cabrera. Possuindo espírito guerreiro, "é uma temível amazona", violenta, muito severa e rancorosa. Apresenta-se como jovem senhora com imponência e ar desafiador, portando uma espada. Vive na mata virgem e gosta de dançar com um majá (serpente que vive nas matas em Cuba) envolto nos seus braços. Respeitável feiticeira, lhe pertencem os corais e a madrepérola. Devido a sua ligação com Ogum, gosta de arroz com feijão preto, ao invés de arroz simples.

### Festivais

#### Nigéria
- Ibadã

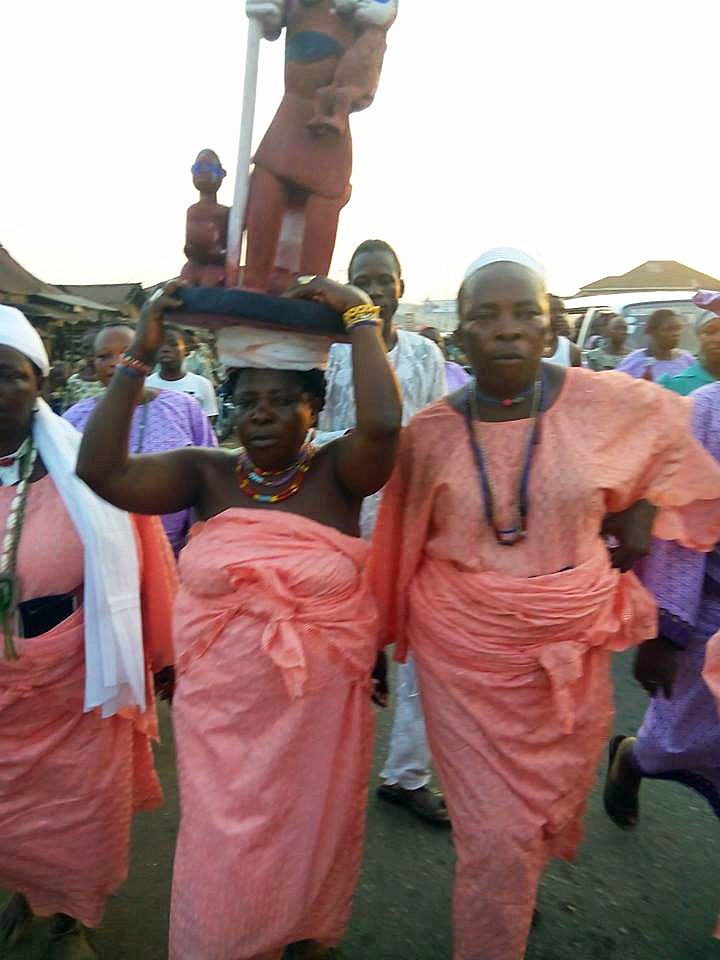
Procissão de Iemanjá em Ibadã, Nigéria

Em Ibadã capital do estado de Oyo permanecem cultos e celebrações de Iemanjá como deusa padroeira, sendo reverenciada no antigo templo conhecido como Popô-Iemanjá. Em seu cortejo anual celebram-se quatro aspectos que para A. Folarin enfatizam a importância do orixá e de sua liturgia, "Ela simboliza o poder da maternidade e princípios feminino, ela é a geradora do panteão do mundo iorubá; escultura tradicional que descreve ela geralmente mostra seios e quadril voluptuosos, retratando mulheres de poder e graça. A segunda é a função sociológica que gera durante a época festiva. O terceiro é o fervor espiritual ou cosmológico que transparece na celebração. Geralmente, há esse sentimento de transcendência, abrindo o coração e a mente para o mais alto ser espiritual. A quarta e mais importante é que ela é reverenciada muito bem como uma deusa da fertilidade".
Seu templo, construído com barro de acordo com a arquitetura tradicional iorubá, é descrito por A. Folarin como rodeado com uma varanda de colunas de madeira esculpidas e policromadas em vigor stacatto, e suas paredes são decoradas com motivos de peixes, samambaias, lírios de água, tartarugas e caracois. O cortejo que compreende três dias de cantos e dança tem, como ponto culminante, o momento em que a estátua de Iemanjá em madeira é levada em uma notável procissão de seu templo Popô-Iemanjá para o palácio real de Olubadã, onde ocorrem danças por alguns minutos, e a procissão segue para Ojá-Obá onde uma multidão em júbilo aguarda a sua chegada, entoando cânticos em honra do orixá. A. Folarin também enaltece que a multidão tomada pela euforia grita e dança em honra da mãe de todos com a saudação "Iyá O!".

## Representações

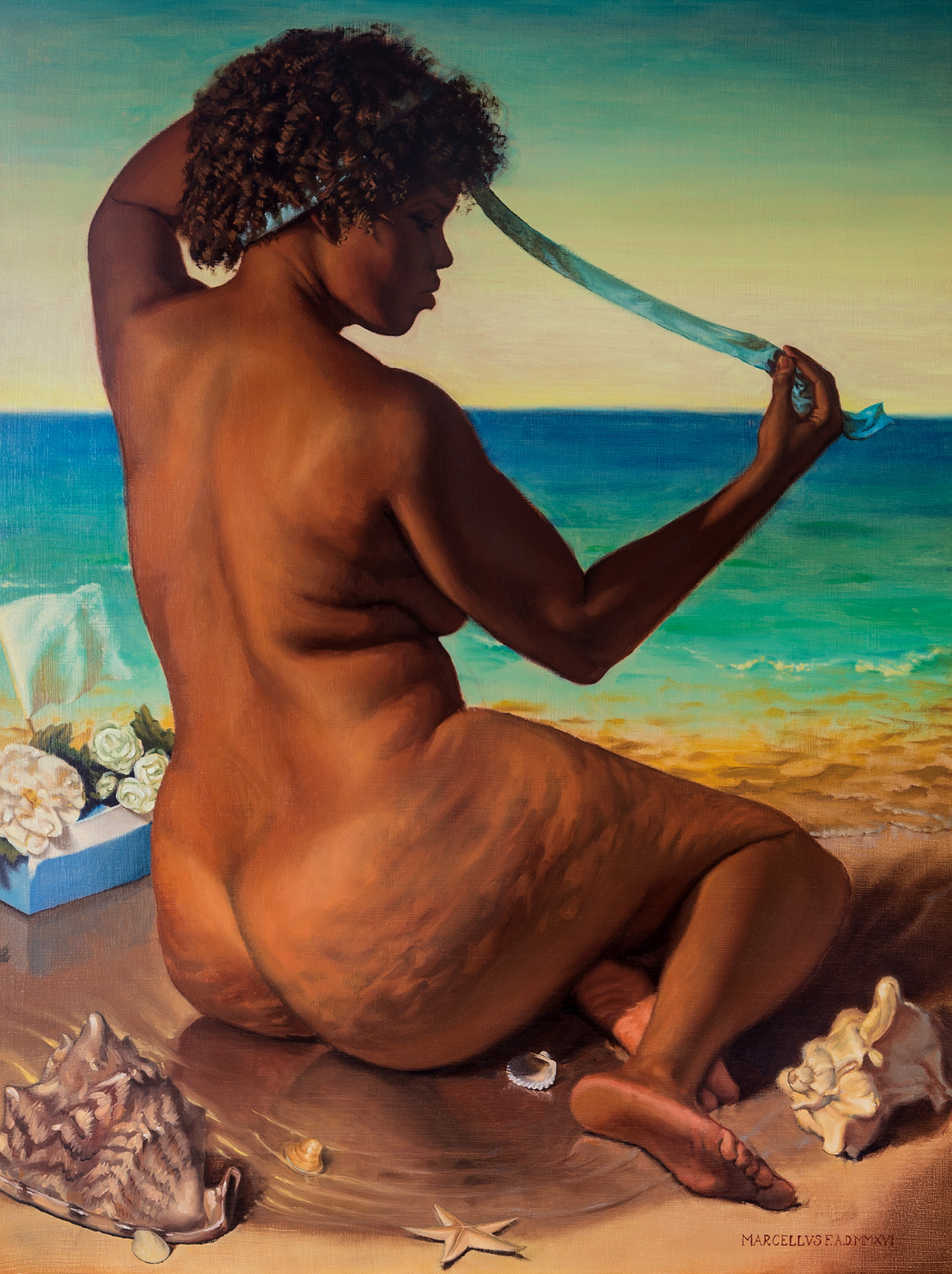
Pintura a óleo de Iemanjá pelo artista Marcelo Jorge

Em África, Iemanjá é senhora de traços negros com formas bem evidenciadas e seios muito volumosos, por vezes representada grávida. R. F. Burton menciona: "Ela é representada por um pequeno ídolo com a pele de um amarelo desbotado. Tem os cabelos azuis, usa contas brancas e uma roupa listrada". P. Baudin e outros autores também nos apresentam a mesma descrição. Omari-Tunkara é primorosa em sua descrição: "Suas imagens contemporâneas são esculturas em madeira pintada a esmalte que geralmente retratam uma mulher com seios muito grandes amamentando um ou mais filhos e, muitas vezes cercada por outras crianças. As esculturas figuram o papel de Iemanjá como mãe carinhosa, protetora, vigilante e agente de fertilidade. Um colar especial composto por várias vertentes de pequenas miçangas de cristal claro atadas por dois ou três contas maiores em vermelho, branco e azul veneziano serve como um símbolo de Iemanjá em Ibará e está representado nas esculturas que se conformam em grande estilo para o cânone iorubá típico." S. Epega escreve: "Suas estátuas enfatizam o aspecto da maternidade. Ela é uma mulher tranquila, com grande ventre túrgido, seios imensos, pés bem plantados no chão, pondo as mãos sobre crianças". Essa iconografia, segundo Agbo Folarin, muito se assemelha às representações das tradicionais Máscaras-Epa de festejos tradicionais da Nigéria. Não há menções antigas de sua representação como peixe da cintura para baixo.

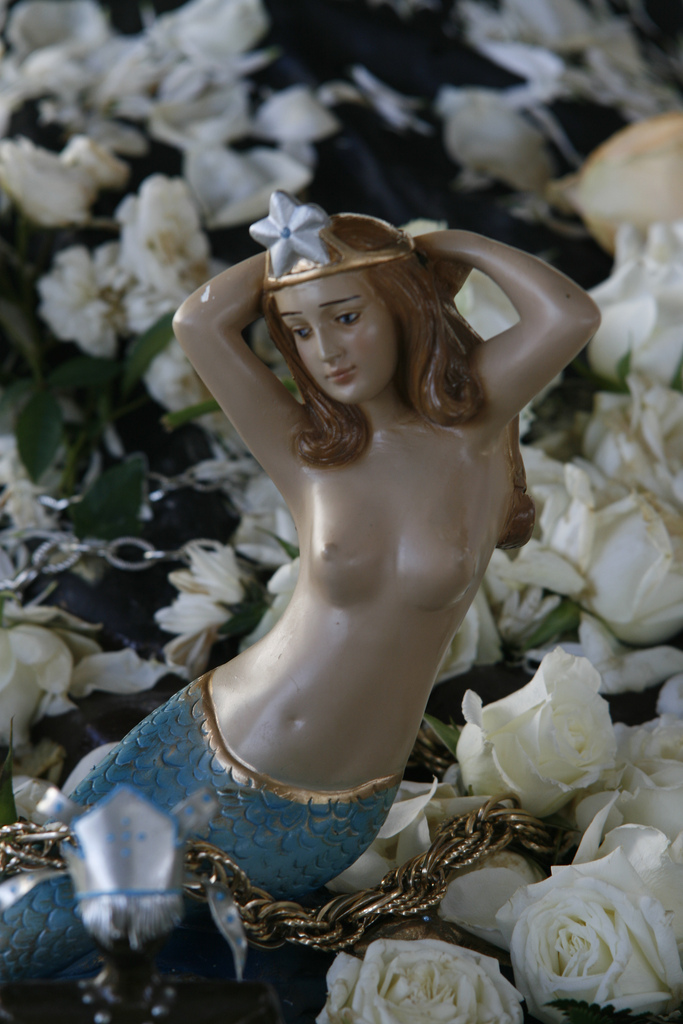
Representação sincretizada com uma sereia europeia

No Brasil nos âmbitos populares ocorreu uma aproximação entre a figura africana e a sereia europeia branca, com seus atributos de sedução e cantos enfeitiçadores, já confundida com a Iara, a Mãe d'Água. Até o século XIX encontramos representações de Iemanjá na Bahia como uma senhora, expondo seus grandes seios, não aludindo em nada a figura mitológica da sereia, no entanto neste mesmo século já nos é possível reconhecer representações que, fundem os atributos do orixá com a figura europeia.
Dessas representações, explica R. Antonio, "descendem os orixás de Carybé e Cravo júnior - embora Carybé que mais interessante, em termos estéticos, seja o desenhista, senhor do nanquim, conciso e elegante, tendendo a uma espécie de figurativismo quase-abstracionista. De outra parte, também o geometrismo trazidos pelos escravos - as formas abstratas ligadas direta ou indiretamente aos cultos religiosos - permanece vivo na criação plástica brasileira." Da influência de Angola temos também atributos de Quianda, L. C. Cascudo critica: "Quianda é a sereia marítima. Vive nas águas salgadas ao redor de Luanda e por toda orla do Atlântico angolano(...) Quianda é vista como uma pessoa humana, peixe grande e brilhante, sombra, ou unicamente a presença sensível mas invisível. Jamais como vemos no peji dos candomblés da Bahia; mulher até a cintura, peixe da cinta para baixo, o desinat in piscem mulier formosa superne, de Horácio. As serias angolanas são sempre pretas e as da Bahia sempre brancas, louras, olhos azul, espantosa reversão inexplicável para os descendentes de africanos escravos que pintavam de escuro as imagens dos Santos católico preferidos."
Esse sincretismo de ideias e artístico que observa-se por exemplo na escultura de Carybé, também é bem visível nas representações de qualquer ponto de Salvador, em oposição com a representação distinta da umbanda, especialmente nos estados da Região Sudeste do Brasil, que nos apresenta uma mulher de pele branca, com longos cabelos negros e lisos e roupa azul.
Referindo-se a essa nova manifestação da figura de Iemanjá, escreve Verger: "Ela é representada como uma espécie de fada, com a pele cor de alabastro, vestida numa longa túnica, bem ampla, de musselina branca com uma longa cauda enfeitada de estrelas douradas; surgindo das águas, com seus longos cabelos pretos esvoaçando ao vento, coroada com um diadema feito de pérola, tendo no alto uma estrela-do-mar. Rosas brancas e estrelas douradas, desprendidas de sua cauda, flutuam suavemente no marulho das ondas. Iemanjá aparece magra e esbelta, com pequenos seios e o corpo imponentemente encurvado."

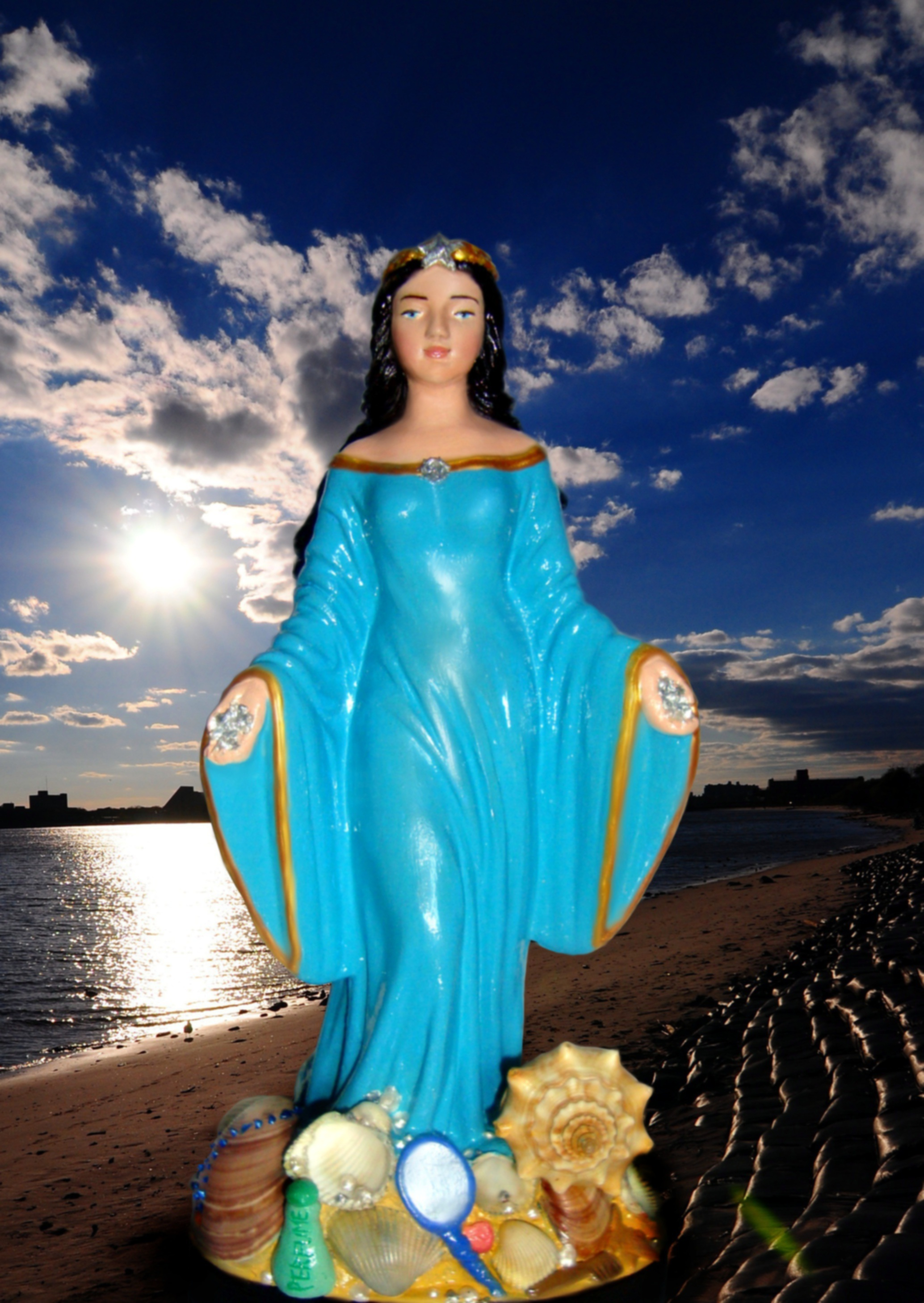
Representação popular de Iemanjá difundida pela Umbanda

Alguns autores atribuem que essa adaptação tenha surgido do sincretismo religioso com a figura de Nossa Senhora, já que, para os baianos, Iemanjá está ligada a Nossa Senhora da Conceição. Essa forma de representação persistiu em especial com a teledramaturgia, como na novela Porto dos Milagres, em que, em nenhum momento, a figura da Iemanjá branca, personagem que sutura silenciosamente a trama, cede a alguma representação negra. A imagem de Iemanjá totalmente branca viria a atender a devoção da umbanda, que, nos últimos anos, tem se espalhado pelo território nacional brasileiro, introduzindo essa nova percepção popular. T. Bernardo é bastante incisiva em sua pesquisa: "Monique Augras, em 1989, analisa a imagem de Iemanjá que já mostra ter sofrido um processo de moralização realizado pela umbanda. Mais precisamente, essa expressão religiosa parece dar sinais de haver uma transformação da imagem de Iemanjá em andamento. Em 1991, Pedro Iwashita publicou Maria e Iemanjá: análise de um sincretismo. Ao estudar as duas deusas, mostrou que são duas faces do mesmo arquétipo. No entanto, provavelmente para não parecer racista, não confronta Maria diretamente com Iemanjá, mas interpõe uma terceira deusa, Ísis, a grande mãe do Egito antigo, distante da realidade aqui tratada e, portanto, figura neutra para o debate atual".
A gradação da "cor da pele" dos orixás "reflete a miscigenação racial da população que os cultua e o movimento de 'abrasileiramento' da religião. Outra interpretação da concepção do orixá, mais radical quanto à desvinculação entre a origem racial, de cor de pele e os deuses, é aquela que pensa os orixás como forças da natureza", apontam M. Moura e J. B. Santos, e acrescentam, "Nesta concepção, Iemanjá é o mar, Oxum os rios, Iansã os ventos(...)", aqui fazem alusão a uma nova concepção brasileira do orixá como divindade panteísta e não de culto ancestral, o que justificaria a perda de seus traços étnicos.

## Influências

### Iemanjá e a Música Popular Brasileira
Iemanjá, além da Bahia e dos candomblés, com as práticas de seu povo e sua religiosidade, dos temas da vida árdua litorânea e do cotidiano dos pescadores, no cenário da música popular brasileira, já é presente em letras de canções desde os primórdios da radiodifusão em alguns de seus versos mais líricos. Podemos citar É Doce Morrer no Mar (1943) e Quem vem pra Beira do Mar (1954) de Dorival Caymmi. Caymmi demonstra profunda devoção ao orixá em Dois de Fevereiro (1957), título que refere-se ao seu grande festejo na Bahia na praia do Rio Vermelho, considerado por Jorge Amado como o único que se poderia considerar descendente espiritual de Castro Alves, sendo mencionado na obra de louvores a este último como "Poeta de negros pescadores, de Iemanjá e dos mistérios pobres da Bahia(...)". Em Bahia de Todos-os-Santos, Jorge Amado nos revela mais da natureza dessa relação de Caymmi com Iemanjá: "A música religiosa do negro baiano, com suas promessas a dona Janaína, com suas superstições e sua intimidade com os deuses, ele a recuperou para nós do abandono em que estava desaparecendo, abandono que não se explica como tanta coisa não se explica no Brasil. Muitas de suas canções são dedicadas a Iemanjá, deusa das águas da Bahia, música de pescadores, da praia e do mar, canções que formam a parte mais poderosa e permanente de sua obra, a maior de toda a música popular brasileira." R. Antonio abordando o contexto em torno de Iemanjá da primeira metade do século XX, complementa: "(...) Caymmi, na década de de 1930, cantando uma canção para Iemanjá. Em muitos lugares do Brasil e para muitas plateias, naquela época, a canção soou de modo algo obscuro, não de todo compreensível. Havia, ali, estranheza, uma face não iluminada, misteriosa. Porque as pessoas, sem dominar por completo a dimensão referencial da mensagem, não tinham como decodificá-la por inteiro. Mas, com o tempo - com a crescente visibilidade da cultura negromestiça (sic) em nosso país; com a entronização dos orixás no mundo da assim chamada 'cultura superior' -, tudo mudou. A canção se tornou universalmente clara para os brasileiros."
No Afrosambas (1966), trabalho de Baden Powell e Vinícius de Moraes com regência e arranjo de César Guerra-Peixe, um dos mais representativos da discografia brasileira, que foi um divisor de águas, aparece, em Canto de Iemanjá, uma das diversas faixas que fazem alusões a divindades do candomblé. No mesmo ano, é figura central em Beiramar opus 21b, do compositor Marlos Nobre, ciclo composto por três canções populares, duas delas ligadas diretamente a Iemanjá: Estrela do Mar e Iemanjá Ôtô. Na voz de Ely Camargo, considerada uma das mais agradáveis e bem timbradas a serviço da música popular brasileira, foi reverenciada em Yemanjá (Paulo Ruschell) no disco Canções da minha terra - Volume 4 (1964), e em Mamãe Iemanjá (Guerra-Peixe) no disco Outras Canções de Minha Terra (1967).
Na voz de Clara Nunes, foi romantizada em Conto de Areia (1974), música de Romildo Bastos e Toninho Nascimento, uma entre tantas outras do cancioneiro popular brasileiro que reverenciam Iemanjá. Na telenovela brasileira Porto dos Milagres (2001), é tema de abertura na canção Caminhos do Mar, interpretada por Gal Costa.

### Cinema e Teledramaturgia
Suas aparições no cinema brasileiro são dramáticas. Vale destaque o filme Barravento (1962), dirigido por Glauber Rocha, com sua retratação crítica ao misticismo religioso popular. O filme retrata o papel e os dilemas de uma figura masculina escolhida por Iemanjá em uma pequena aldeia de pescadores. Este personagem emblemático deveria seguir uma vida celibatária para não ofender a muito ciumenta divindade, vindo a felicidade e estabilidade do pequeno povoado a depender dessa relação. O filme explora o aspecto possessivo e vingativo do orixá, que causaria a morte da mulher que se deitasse com o seu protegido. Em Noites de Iemanjá (1971), o filme dirigido por Milton Barragan alcança um diálogo com a platéia a partir de elementos bem sucedidos popularmente como mistério, erotismo e folclore, apresenta uma personagem enigmática numa trama cercada por mortes, este arquétipo de femme fatale associado a figura de Iemanjá em referência às sereias mitológicas já evidenciava-se em estudos como o de Edson Carneiro. Em Espaço Sagrado, (1976) documentário realizado na Bahia, o diretor Geraldo Sarno, que apresenta o candomblé e suas práticas dentro do espaço sagrado, retrata o ato de uma oferenda a Iemanjá. Em O Escolhido de Iemanjá (1978), com direção de Jorge Durán, é invocada como intercessora de uma comunidade pobre através dos terreiros e seu escolhido, o Comandante Nelson, no conflito contra Gangsters imobiliários. Deste mesmo ano há também o curta-metragem Dia de Iemanjá, dirigido por Lula Oliveira. Vale destaque A Filha de Iemanjá (1981) com direção de Milton Barragan e a atuação de Mary Terezinha como protagonista, onde Iemanjá é representada através da personagem que se diz sua filha, que ressurge ao final do Longa-metragem para o marido e a filha na praia.
A importância cultural e social de Iemanjá, segundo M. C. Azevedo, cresce na sociedade brasileira surgindo com frequência em novelas, estas de acordo com uma publicação de Resistência, documentam a "análise de almas trágicas, abeberadas de sonhos, traçando destinos opostos, construindo quimeras logo destruídas pela realidade abismática de vida". Em A Indomada (1997) telenovela dirigida por Marcos Paulo que extrapola em alegorias, a personagem Eulália interpretada por Adriana Esteves, surge das águas como em referência à Iemanjá. Vale destaque Porto dos Milagres (2001), livre adaptação de Aguinaldo Silva e Ricardo Linhares do livro Mar Morto de Jorge Amado, com música-tema dedicada à Iemanjá na voz de Gal Costa. A história do livro era muito curta para uma novela, mas como a Rede Globo possuía os direitos do livro decidiu fazer a adaptação. A telenovela demonstrava a forte influência de culto de Iemanjá e as práticas do candomblé, o que causou uma repercussão negativa entre telespectadores evangélicos e católicos.
Em representações em minisséries podemos citar O Canto da Sereia (2013) com direção de 	José Luiz Villamarim e Ricardo Waddington, baseado no livro de mesmo nome de Nelson Motta.

## Iemanjá no Novo Mundo

### Brasil
No Brasil, a orixá goza de grande popularidade entre os seguidores de religiões afro-brasileiras e até por membros de religiões distintas. Em Salvador, ocorre anualmente, no dia 2 de fevereiro, a maior festa do país em homenagem à "Rainha do Mar". A celebração envolve milhares de pessoas que, trajadas de branco, saem em procissão até o templo mor, localizado no bairro Rio Vermelho, onde depositam variedades de oferendas, tais como espelhos, bijuterias, comidas, perfumes e toda sorte de agrados. Todavia, na cidade de São Gonçalo, os festejos acontecem no dia 10 de fevereiro.
Outra festa importante dedicada a Iemanjá ocorre durante a passagem de ano no Rio de Janeiro e em todo litoral brasileiro. Milhares de pessoas comparecem e depositam no mar, oferendas para a divindade. A celebração também inclui o tradicional "banho de pipoca" e as sete ondas que os fiéis, ou até mesmo seguidores de outras religiões, pulam como forma de pedir sorte à orixá. Na umbanda, é considerada a divindade do mar.
| “ | Iemanjá, rainha do mar, é também conhecida por dona Janaína, Inaê, Princesa de Aiocá e Maria, no paralelismo com a religião católica. Aiocá é o reino das terras misteriosas da felicidade e da liberdade, imagem das terras natais da África, saudades dos dias livres na floresta. | ” |

No ano de 2008, dia 2 de fevereiro, a Festa de Iemanjá do Rio Vermelho, na Bahia, coincidiu com o carnaval. Os desfiles de trios elétricos foram desviados da região até o fim da tarde, para que as duas festas acontecessem ao mesmo tempo.
Antecedendo o réveillon de 2008, devotos da orixá das águas estiveram nesse momento, com suas preces dirigidas a um arranha-céus, em forma de um monólito negro, na Praia do Leme, em Copacabana, onde era costume, no último minuto do ano, surgir uma cascata de fogo, no topo desse monólito, iluminando o entorno bem como as oferendas. Todo réveillon, principalmente na cidade do Rio de Janeiro, no bairro de Copacabana, milhares de pessoas se reúnem para cantar e presentear Iemanjá, jogando presentes e rosas no mar.
Além da grande diversidade de nomes africanos pelos quais Iemanjá é conhecida, a forma portuguesa Janaína também é utilizada, embora em raras ocasiões. A alcunha, criada durante a escravidão, foi a maneira mais branda de "sincretismo" encontrada pelos negros para a perpetuação de seus cultos tradicionais sem a intervenção de seus senhores, que consideravam inadmissíveis tais "manifestações pagãs" em suas propriedades. Embora tal invocação tenha caído em desuso, várias composições de autoria popular foram realizadas de forma a saudar a "Janaína do Mar" e como canções litúrgicas.
Pela primeira vez, em 2 de fevereiro de 2010, uma escultura de uma sereia negra, criada pelo artista plástico Washington Santana, foi escolhida para representação de Iemanjá no grande e tradicional presente da festa do Rio Vermelho, em Salvador, na Bahia, no Brasil, em homenagem à África e à religião afrodescendente.

## Festas
Uma das maiores festas ocorre em Rio Grande, no Rio Grande do Sul, devido ao sincretismo com Nossa Senhora dos Navegantes. No mesmo estado, em Pelotas a imagem de Nossa Senhora dos Navegantes vai até o Porto de Pelotas. Antes do encerramento da festividade católica acontece um dos momentos mais marcantes da festa de Nossa Senhora dos Navegantes em Pelotas, que em 2008 chegou à 77ª edição. As embarcações param e são recepcionadas por umbandistas que carregavam a imagem de Iemanjá, proporcionando um encontro ecumênico assistido da orla por várias pessoas.
No dia 8 de dezembro, outra festa é realizada à beira-mar na Bahia: a Festa de Nossa Senhora da Conceição da Praia. Esse dia, 8 de dezembro, é dedicado à padroeira da Bahia, Nossa Senhora da Conceição da Praia, sendo feriado municipal em Salvador. Também nesta data é realizado, na Pedra Furada, no Monte Serrat, em Salvador, o presente de Iemanjá, uma manifestação popular que tem origem na devoção dos pescadores locais à Rainha do Mar - também conhecida como Janaína.
Na capital da Paraíba, a cidade de João Pessoa, o feriado municipal consagrado a Nossa Senhora da Conceição, 8 de dezembro, é o dia de tradicional festa em homenagem a Iemanjá. Todos os anos, na Praia de Tambaú, instala-se um palco circular cercado de bandeiras e fitas azuis e brancas ao redor do qual se aglomeram fiéis oriundos de várias partes do Estado e curiosos para assistir ao desfile dos orixás e, principalmente, da homenageada. Pela praia, encontram-se buracos com velas acesas, flores e presentes. Em 2008, segundo os organizadores da festa, 100 mil pessoas compareceram ao local.

### Festa do Rio Vermelho

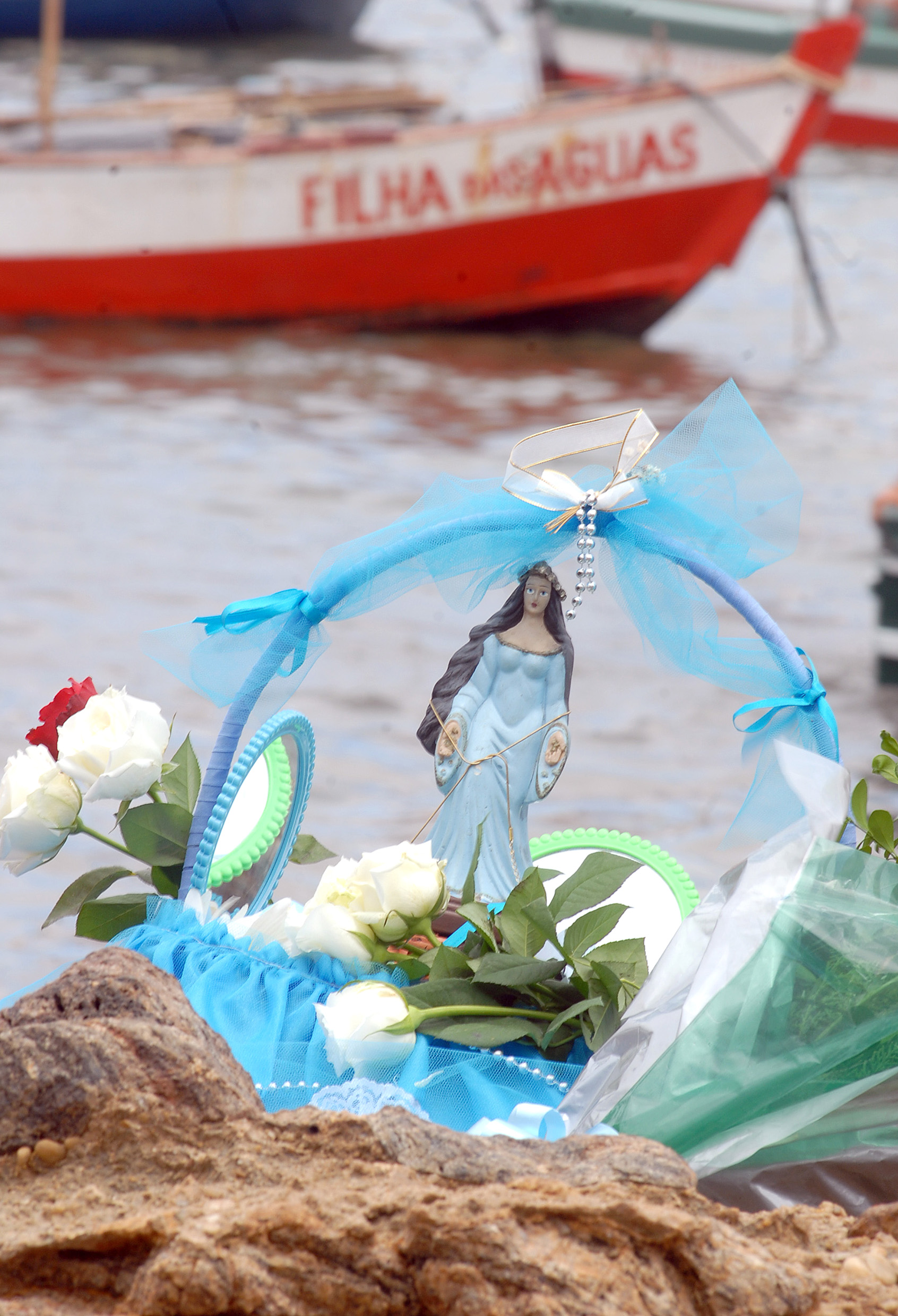
Imagem de Iemanjá na oferenda

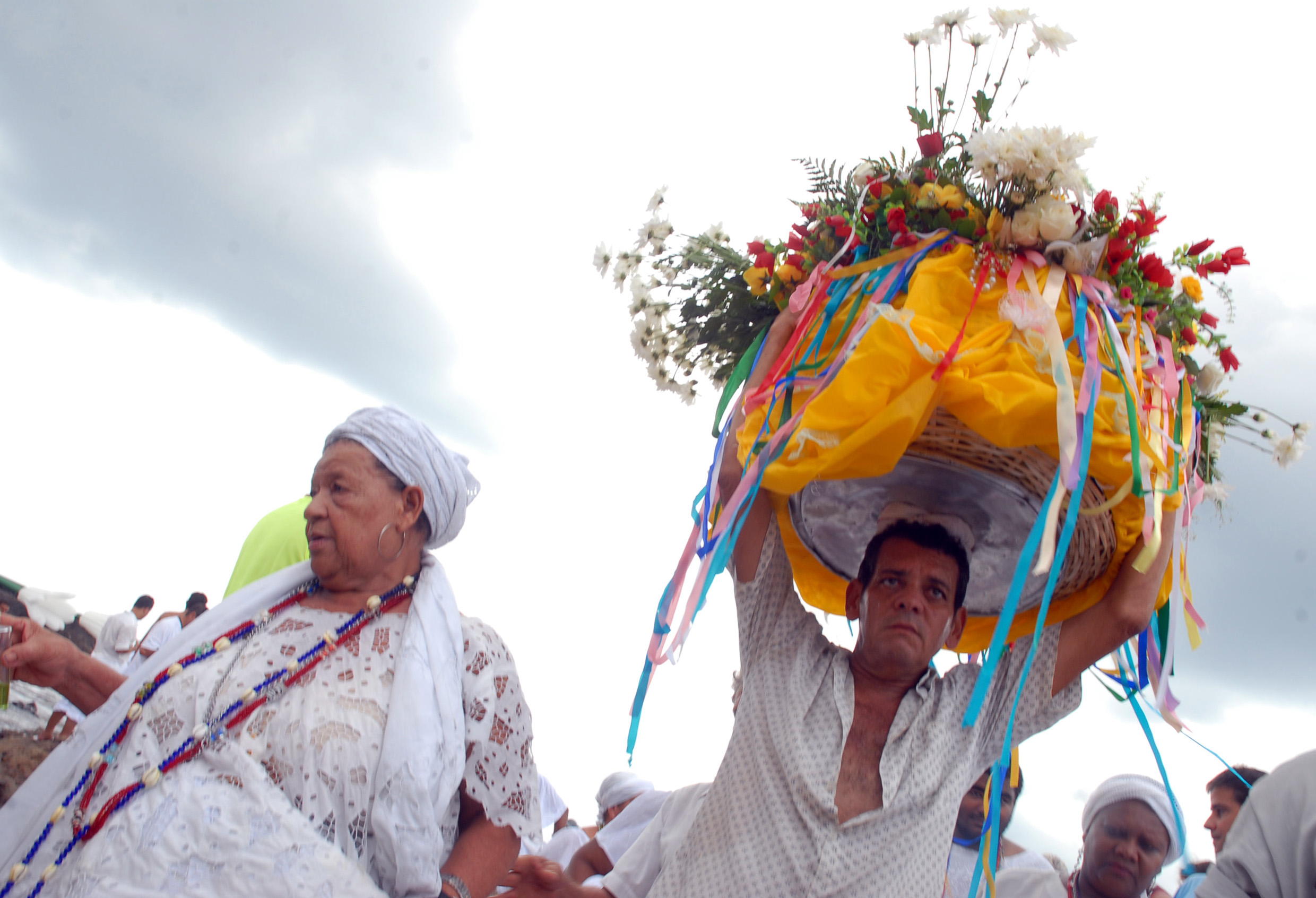
Ialorixá e filhos na entrega da oferenda a Iemanjá

A tradicional Festa de Iemanjá na cidade de Salvador, capital da Bahia, tem lugar na praia do Rio Vermelho todo dia 2 de Fevereiro. Na mesma data, Iemanjá também é cultuada em diversas outras praias brasileiras, onde lhe são ofertadas velas e flores, lançadas ao mar em pequenos barcos artesanais.
A festa católica acontece na Igreja de Nossa Senhora da Conceição da Praia, na Cidade Baixa, enquanto os terreiros de candomblé e umbanda fazem divisões cercadas com cordas, fitas e flores nas praias, delimitando espaço para as casas de santo que realizarão seus trabalhos na areia.

### Porto Alegre
A Festa de Nossa Senhora dos Navegantes em Porto Alegre é a maior festa religiosa da cidade brasileira do sul do Brasil, e homenageia Nossa Senhora dos Navegantes e seu sincretismo afro-brasileiro. É realizada no dia 2 de fevereiro de cada ano desde 1870.
Originalmente, constava de uma procissão fluvial, com embarcações que singravam o Lago Guaíba desde o cais do porto, levando a imagem da santa do Centro da cidade até a Igreja de Nossa Senhora dos Navegantes. Hoje, por determinação impeditiva da Capitania dos Portos, a procissão é terrestre, levando a imagem desde a Igreja de Nossa Senhora do Rosário, no Centro da cidade, até a Igreja de Nossa Senhora dos Navegantes. Os organizadores da festa consideram que esta é a segunda maior romaria religiosa do País, ficando atrás apenas do Círio de Nazaré realizada em Belém do Pará. Com uma grande participação popular tanto na realização da festa, como nas comemorações

## Angola
Em Angola, existe a crença na divindade que se chama Quianda (ou Duandalunda), equivalente a Iemanjá, protetora dos pescadores e rainha das águas. Faz-se, todo ano, a Festa da Quianda em bairros praianos de Luanda, e na lagoa do Ibendoa, na província de Bengo. É feita juntamente com a Procissão de Nossa Senhora do Cabo, que possui forte relação sincrética.

## Uruguai
Em Montevidéu, fiéis se reúnem na praia de Ramirez no bairro Parque Rodó a cada 2 de fevereiro para celebrar o Dia de Iemanjá. Centenas de milhares de pessoas se sentam à espera do pôr do sol antes de lançar pequenos barcos com oferendas para o oceano.
Em 2015, o governo uruguaio estimou que 100 000 pessoas visitaram a praia para as celebrações.

## Cuba
Em Cuba, as celebrações realizam-se todos os anos no dia 7 de Setembro. Yemayá também tem as cores azul e branca, é uma rainha do mar negra, assume o nome cristão de La Virgen de Regla e faz parte da santería como santa padroeira dos portos de Havana. Lydia Cabrera fala em sete nomes igualmente, especificando que apenas uma Iemanjá existe, à qual se chega por sete caminhos. Seu nome indica o lugar onde ela se encontra.
Na santeria, Iemanjá é a mãe de todos os seres vivos, bem como a proprietária dos oceanos e mares.